# ウンナン極限ネタバトル! ザ・イロモネア 笑わせたら100万円
『ウンナン極限ネタバトル! ザ・イロモネア 笑わせたら100万円』（ウンナンきょくげんネタバトル! ザ・イロモネア わらわせたらひゃくまんえん）とはTBS系列で不定期に放送されているお笑いネタ番組（バラエティ番組）で、ウッチャンナンチャンの冠番組である。ハイビジョン制作。タイトルが長いため、「ザ・イロモネア」、「イロモネア」などと略される場合がある。

## 概要
挑戦する芸人が観客席からランダムに選ばれた5人を、1分の持ち時間内に規定ジャンルに従ったネタで3人もしくは5人笑わせるというチャレンジ（ステージとも呼ばれる）を5回行い、その全てに成功すれば100万円が授与されるというもの。挑戦芸人の人数、芸歴は問われないが若手芸人の参戦が圧倒的に多い。
プロデューサーの中川通成によれば、開始当初のコンセプトは「『クイズ$ミリオネア』の大喜利版」であったとのこと。例えば3rdステージまでクリアし賞金10万円の時点で止められるなら挑戦芸人は続けるか棄権するか、どちらを選択するのかを楽しむ番組にするつもりだった。しかし番組が始まってみると、芸人たちは当初の予想に反し、プロ意識からか途中棄権せずに最後まで挑戦する者ばかりであったため、コンセプトは徐々に変わっていったという。また、スタッフが最も頭を悩ませたのがクリアの基準であるという。様々な案が出されたがどれも二番煎じであったため、観客から無作為に選ばれた5人を審査員とするというスタイルが考え出された。観客には自分が審査員か気づかせないために5台のカメラで顔を無意識の内に抜くという工夫もされている。
2009年12月に行われたアジア・テレビジョン・アワードで、同局の『時短生活ガイドショー』と共にグランプリを受賞した。情報誌『日経エンタテインメント!』のテレビ批評などを行う連載『テレビ証券』には「5つのジャンルで笑いを取れないといけないフォーマットは秀逸。総合力が鍵」「ランダムに選ばれた5人を制限時間内に笑わせるフォーマットに尽きる」と評されている。

### 来歴
2005年1月3日深夜に『ウンナン芸人道祭り’05極限ネタバトル!』として単発特番として初回が放送され、以降『クイズ$ミリオネア』をもじった現在のタイトルに改題し、ゴールデンタイムに移行。
特番を数回放送したことで手応えをつかみ、2008年4月12日からは、毎週土曜日 19:00 - 19:56のレギュラー放送となった。移行後はこれまでの構成に加え、派生企画として「ゴールドラッシュ」、「サバイバルルールSP」、「ピンモネア」などが週替わりにランダムで放送されていた。
2009年4月16日から毎週木曜日21:00 - 21:54に放送時間が移動した。同時刻でのバラエティは『ザ・ベストテン』以来29年半ぶりとなる。しかし、木曜日に移動してから視聴率で苦戦が続くこととなり、2010年3月18日をもって約2年間でレギュラー放送は打ち切りとなる。最終回では番組の冒頭で今回がレギュラー放送最終回である事と次番組の告知があっただけで、終了に際した挨拶や次回の特番放送日発表などはなかった。最終回の視聴率は6.4%で時間帯最下位だった。後継番組も引き続きウッチャンナンチャンが続投し、同年4月からは自身の冠番組である『ウンナンのラフな感じで。』を同枠で放送を開始した。
レギュラー放送終了後特別番組に戻り、不定期に放送されている。2013年までは多くて年2回程の放送となっていたが、2014年〜2017年までは年に一度、年始の時期のみの放送に留まっており、正月のみの特番と化していた。その正月特番も2017年1月2日放送回を最後に放送が途絶えていたが、2025年2月24日に南原清隆生誕60周年記念特番として8年ぶりに放送された。
2015年1月5日放送回よりステレオ放送を実施している。

### スポンサー体制
土曜夜7時枠時代は前半の後クレ・後半の前クレは右下表示（提供読みなし）だった（その間に数本スポットCM(PT)が流れた）。なお、土曜夜7時台の番組の特殊な提供クレジットはこの番組が最後（1999年4月の「筋肉番付」から続いた）。このような体制は後の土曜夜7時枠「炎の体育会TV」「教科書にのせたい!」「ザ・今夜はヒストリー」も同様である。
木曜夜9時枠の前期半年間は、前半・後半に分け、番組途中に全面表示の提供入れ替えが行われたが、後期半年間は1時間通しの体制になった。ちなみに、木曜夜9時台の前後半の入れ替えが唯一だった。

## スペシャル放送実績
パイロット版・レギュラー時代・復活特番全てを含む。
| 回数   | 放送日（曜日）           | 放送時間(JST)                                | 番組タイトル | 100万円獲得者                                                  |
| ------ | ------------------------ | -------------------------------------------- | --- | -------------------------------------------------------------- |
| 第1回  | 2005年1月3日（月曜日）   | 23:45 - 翌1:45                               | ウンナン芸人道祭り'05極限ネタバトル                                                                              | インパルス、安田大サーカス                                     |
| 第2回  | 2005年4月5日（火曜日）   | 21:30 - 23:24                                | ウンナン極限ネタバトル! ザ・イロモネア 笑わせたら100万円SP（第1期）                                              | インパルス、ペナルティ                                         |
| 第3回  | 2005年10月7日（金曜日）  | 21:00 - 22:54                                | ウンナン極限ネタバトル! ザ・イロモネア2 笑わせたら100万円SP                                                      | 次長課長、まちゃまちゃ、レギュラー                             |
| 第4回  | 2006年1月2日（月曜日）   | 10:45 - 11:50（第1部）12:00 - 14:24（第2部） | ゴールドラッシュ2006 若き芸人たちが開くイロモネアの夜明け                                                        | なし                                                           |
| 第5回  | 2006年3月1日（水曜日）   | 20:00 - 21:48                                | ウンナン極限ネタバトル! ザ・イロモネア3 笑わせたら100万円SP                                                      | 劇団ひとり                                                     |
| 第6回  | 2006年10月6日（金曜日）  | 21:00 - 22:48                                | ウンナン極限ネタバトル! ザ・イロモネア4 笑わせたら100万円SP                                                      | 長州小力                                                       |
| 第7回  | 2007年1月3日（水曜日）   | 11:55 - 13:54                                | ゴールドラッシュ2007 今年こそはブレイクしたい芸人が開く 新しきイロモネアの夜明け!!                               | なし                                                           |
| 第8回  | 2007年3月23日（金曜日）  | 21:00 - 22:48                                | ウンナン極限ネタバトル! ザ・イロモネア5 笑わせたら100万円SP                                                      | バナナマン                                                     |
| 第9回  | 2007年9月28日（金曜日）  | 21:00 - 22:54                                | ウンナン極限ネタバトル! ザ・イロモネア6 笑わせたら100万円SP                                                      | 柳原可奈子、チュートリアル                                     |
| 第10回 | 2008年1月3日（木曜日）   | 12:00 - 13:54                                | ゴールドラッシュ2008 今年こそブレイクしたい芸人が開く 新しきイロモネアの夜明け!!                                 | なし                                                           |
| 第11回 | 2008年4月12日（土曜日）  | 19:00 - 20:54                                | ウンナン極限ネタバトル! ザ・イロモネア7 笑わせたら100万円SP                                                      | ザ・たっち、ハリセンボン                                       |
| 第12回 | 2008年9月20日（土曜日）  | 19:00 - 20:54                                | ウンナン極限ネタバトル! ザ・イロモネア8 笑わせたら100万円SP                                                      | 超新塾                                                         |
| 第13回 | 2009年1月17日（土曜日）  | 19:00 - 20:54                                | ウンナン極限ネタバトル! ザ・イロモネア サバイバルSP                                                              | なし                                                           |
| 第14回 | 2009年4月16日（木曜日）  | 19:55 - 22:48                                | ウンナン極限ネタバトル! ザ・イロモネア 笑わせたら100万円3時間SP                                                  | 劇団ひとり                                                     |
| 第15回 | 2009年10月15日（木曜日） | 19:55 - 22:48                                | 夢の競演!木曜コラボ 関口宏の東京フレンドパークII×ウンナン極限ネタバトル! ザ・イロモネア 3時間ブチ抜きスペシャル! | なし                                                           |
| 第16回 | 2010年1月3日（日曜日）   | 21:00 - 23:24                                | お正月から笑いを獲れ 新春イロモネアスペシャル!!!                                                                 | 関根勤軍団                                                     |
| 第17回 | 2010年12月18日（土曜日） | 19:00 - 20:54                                | ウンナン極限ネタバトル! ザ・イロモネア 笑わせたら100万円SP（第2期）                                              | バナナマン、三内芸                                             |
| 第18回 | 2011年3月25日（金曜日）  | 19:00 - 21:54                                | ウンナン極限ネタバトル! ザ・イロモネア 笑わせたら100万円SP（第2期）                                              | バナナマン                                                     |
| 第19回 | 2011年9月17日（土曜日）  | 19:00 - 20:54                                | ウンナン極限ネタバトル! ザ・イロモネア 笑わせたら100万円SP（第2期）                                              | ロバート                                                       |
| 第20回 | 2012年3月29日（木曜日）  | 19:00 - 22:00                                | ウンナン極限ネタバトル! ザ・イロモネア 笑わせたら100万円SP（第2期）                                              | インパルス、劇団ひとり                                         |
| 第21回 | 2013年1月4日（金曜日）   | 21:00 - 23:18                                | ウンナン極限ネタバトル! ザ・イロモネア 笑わせたら100万円SP（第2期）                                              | 柳原可奈子                                                     |
| 第22回 | 2013年3月20日（水曜日）  | 19:00 - 20:54                                | ウンナン極限ネタバトル! ザ・イロモネア 笑わせたら100万円SP（第2期）                                              | ドランクドラゴン                                               |
| 第23回 | 2014年1月4日（土曜日）   | 21:00 - 23:18                                | ウンナン極限ネタバトル! ザ・イロモネア 笑わせたら100万円SP（第2期）                                              | なし                                                           |
| 第24回 | 2015年1月5日（月曜日）   | 21:00 - 22:54                                | ウンナン極限ネタバトル! ザ・イロモネア 笑わせたら100万円SP（第2期）                                              | 庄司智春                                                       |
| 第25回 | 2016年1月2日（土曜日）   | 22:00 - 翌0:09                               | ウンナン極限ネタバトル! ザ・イロモネア 笑わせたら100万円SP（第2期）                                              | おかずクラブ                                                   |
| 第26回 | 2017年1月2日（月曜日）   | 22:00 - 翌0:20                               | ウンナン極限ネタバトル! ザ・イロモネア 笑わせたら100万円SP（第2期）                                              | 関根勤軍団                                                     |
| 第27回 | 2025年2月24日（月曜日）  | 18:30 - 22:00                                | ウンナン極限ネタバトル! ザ・イロモネア 笑わせたら100万円SP（第2期）                                              | 錦鯉、ずん、バナナマン、チーム・太田プロ、シンチャンナンチャン |

## 放送回一覧
※太字は100万円獲得者（もしくは商品獲得者）、[ ]内の数字は挑戦回数。
第1回 2005年1月3日 ウンナン芸人道祭り'05極限ネタバトル
- 挑戦者（第1回なので全員初出場）
  - TIM
  - カンニング竹山
  - ドランクドラゴン
  - バナナマン
  - アンガールズ
  - インパルス[注 6]
  - 原口あきまさ・はなわ[注 7]（放送カット）
  - アンジャッシュ [注 7]（放送カット）
  - フットボールアワー
  - 安田大サーカス
  - ホーム・チーム [注 8]（放送カット）
  - マイケル・ゴリけん [注 9]（放送カット）
  - ますだおかだ
  - 劇団ひとり
  - FUJIWARA
  - アメリカザリガニ
  - バッファロー吾郎
  - レギュラー
  - ダチョウ倶楽部

第2回 2005年4月5日 ウンナン極限ネタバトル! ザ・イロモネア 笑わせたら100万円SP
- 挑戦者
  - TIM [2]
  - 劇団ひとり [2]
  - 中川家 [初]
  - カンニング竹山 [2]
  - 森三中 [初]
  - スピードワゴン [初]
  - ペナルティ [初]
  - バナナマン [2]
  - アメリカザリガニ [2]
  - なかやまきんに君 [初]
  - 品川庄司 [初]
  - 笑い飯 [初]
  - 南海キャンディーズ [初]
  - インパルス [2]

第3回 2005年10月7日 ウンナン極限ネタバトル! ザ・イロモネア2 笑わせたら100万円SP
- 挑戦者
  - TIM [3]
  - 安田大サーカス [2]
  - 友近 [初]
  - バナナマン [3]
  - 森三中 [2]
  - 次長課長 [初]
  - なかやまきんに君 [2]
  - 劇団ひとり [3]
  - レギュラー[注 10] [2]
  - 品川庄司 [2]
  - ほっしゃん。[注 11][初]
  - ますだおかだ [2]
  - 東京ダイナマイト [初]
  - まちゃまちゃ [初]

第4回 2006年3月1日 ウンナン極限ネタバトル! ザ・イロモネア3 笑わせたら100万円SP
- 挑戦者
  - バナナマン [4]
  - スピードワゴン [2]
  - 安田大サーカス [3]
  - レギュラー [3]
  - 長井秀和 [初]
  - 友近 [2]
  - 次長課長 [2]
  - まちゃまちゃ [2]
  - レイザーラモン [初]
  - 長州小力 [初]
  - タカアンドトシ [初]
  - POISON GIRL BAND [初]
  - 猫ひろし [初]
  - 劇団ひとり [4]

第5回 2006年10月6日 ウンナン極限ネタバトル! ザ・イロモネア4 笑わせたら100万円SP
- 挑戦者
  - TIM [4]
  - ブラックマヨネーズ[注 12] [初]
  - バナナマン [5]
  - 友近 [3]
  - インパルス [3]
  - ザ・たっち [初]
  - 次長課長 [3]
  - 長州小力 [2]
  - ハリセンボン [初]
  - タカアンドトシ [2]
  - たむらけんじ [初]
  - 竜兵会 [初]

第6回 2007年3月23日 ウンナン極限ネタバトル! ザ・イロモネア5 笑わせたら100万円SP
- 挑戦者
  - バナナマン [6]
  - ザ・たっち [2]
  - FUJIWARA [2]
  - カンニング竹山 [3]
  - 長州小力 [3]
  - ハリセンボン [2]
  - タカアンドトシ [3]
  - おぎやはぎ [初]
  - 次長課長 [4]
  - フットボールアワー [2]
  - たむらけんじ [2]

第7回 2007年9月28日 ウンナン極限ネタバトル! ザ・イロモネア6 笑わせたら100万円SP
- 挑戦者
  - バナナマン [7]
  - 長州小力 [4]
  - 次長課長 [5]
  - フットボールアワー [3]
  - 柳原可奈子 [初]
  - チュートリアル [初]
  - 小島よしお [初]
  - 友近 [4]
  - 勝山梶 [初]
  - ペナルティ [2]
  - 中川家 [2]
  - FUJIWARA [3]

第8回 2008年4月12日 ウンナン極限ネタバトル! ザ・イロモネア7 笑わせたら100万円SP
- 挑戦者
  - 次長課長 [6]
  - 大西ライオン [初]
  - 藤崎マーケット [初]
  - 柳原可奈子 [2]
  - 友近 [5]
  - ザ・たっち [3]
  - おぎやはぎ [2]
  - ハリセンボン [3]
  - 品川庄司[注 13] [3]
  - エド・はるみ [初]
  - 麒麟 [初]
  - たむらけんじ [3]

2008年4月26日放送回
- 挑戦者
  - バナナマン [8]
  - なだぎ武 [初]
  - 小島よしお [2]
  - 長州小力 [5]

2008年5月3日放送回
- 挑戦者
  - 柳原可奈子 [3]
  - トータルテンボス [初]
  - ジャリズム [初]
  - FUJIWARA [4]

2008年5月10日放送回
- 挑戦者
  - TIM [5]
  - ペナルティ [3]
  - 小島よしお [3]
  - 博多華丸・大吉 [初]

2008年5月17日放送回
- 挑戦者
  - キャン×キャン [初]
  - フットボールアワー [4]
  - 大西ライオン [2]
  - TKO[注 14] [初]

2008年6月7日放送回
- 挑戦者
  - アンガールズ [2]
  - COWCOW [初]
  - 山本高広 [初]
  - 中川家 [3]

2008年6月14日放送回
- 挑戦者
  - バナナマン [9]
  - 森三中 [3]
  - 藤崎マーケット [2]
  - なだぎ武 [2]

2008年6月28日放送回
- 挑戦者
  - 髭男爵[注 15] [初]
  - ザ・たっち [4]
  - 次長課長 [7]
  - FUJIWARA [5]

2008年7月5日放送回
- 挑戦者
  - バナナマン[注 16] [10]
  - 笑い飯 [2]
  - 小島よしお [4]
  - 大西ライオン [3]

2008年7月19日放送回
- 挑戦者
  - 山本高広 [2]
  - キャン×キャン [2]
  - 長州小力 [6]
  - オードリー [初]

2008年8月2日放送回
- 挑戦者
  - TIM [6]
  - 勝山梶 [2]
  - 髭男爵 [2]
  - 小島よしお [5]

2008年8月9日放送回
- 挑戦者
  - バナナマン [11]
  - 有吉弘行 [初]
  - モンキッキー [初]
  - 柳原可奈子 [4]

2008年8月23日放送回
- 挑戦者
  - アンガールズ [3]
  - オードリー [2]
  - ザ・たっち [5]
  - 矢野・兵動 [初]

2008年8月30日放送回
- 挑戦者
  - FUJIWARA [6]
  - 我が家 [初]
  - 小籔千豊 [初]
  - サンドウィッチマン [初]

2008年9月6日放送回
- 挑戦者
  - TKO [2]
  - デンジャラス [初]
  - 友近 [6]
  - なだぎ武 [3]

2008年9月20日放送回（ウンナン極限ネタバトル! ザ・イロモネア8 笑わせたら100万円SP -2時間SP）
- 挑戦者
  - バナナマン [12]
  - 狩野英孝 [初]
  - ハイキングウォーキング [初]
  - ななめ45°[初]
  - アリケン（有田哲平・堀内健）[初]
  - ハリセンボン [4]
  - インパルス [4]
  - 柳原可奈子 [5]
  - 超新塾[注 17] [初]
  - たむらけんじ [4]
  - ザ・テルヨシ [初]

2008年10月25日放送回
- 挑戦者
  - 髭男爵 [3]
  - ハム [初]
  - 森三中 [4]
  - 大西ライオン [4]

2008年11月1日放送回（サバイバルSP）
- 挑戦者
  - ペナルティ [4]
  - 狩野英孝 [2]
  - 響 [初]
  - オードリー [3]
  - どきどきキャンプ [初]
  - ナイツ [初]
  - ザ・たっち [6]
  - 小島よしお [6]

2008年11月22日放送回（サバイバルSP）
- 挑戦者
  - 次長課長 [8]
  - ザブングル [初]
  - キングオブコメディ [初]
  - チョコレートプラネット [初]
  - ザ・パンチ [初]
  - ダイノジ [初]
  - サンドウィッチマン [2]

2009年1月17日放送回（サバイバルSP -2時間SP）
- 挑戦者
  - ザブングル[注 18] [2]
  - 我が家 [2]
  - オードリー [4]
  - 響 [2]
  - どきどきキャンプ [2]
  - ゴー☆ジャス [初]
  - Wエンジン [初]
  - 狩野英孝 [3]
  - 髭男爵 [4]
  - キングオブコメディ [2]
  - チョコレートプラネット [2]
  - はんにゃ [初]
  - ハム [2]
  - 超新塾 [2]

2009年2月21日放送回（サバイバルSP）
- 挑戦者
  - バナナマン [13]
  - U字工事 [初]
  - クールポコ[注 19] [初]
  - オジンオズボーン [初]
  - ものいい [初]
  - アンガールズ [4]
  - タイムマシーン3号 [初]
  - デンジャラス [2]

2009年3月14日放送回（サバイバルSP）
- 挑戦者
  - ハイキングウォーキング [2]
  - フォーリンラブ [初]
  - FUJIWARA [7]
  - X-GUN [初]
  - 狩野英孝 [4]
  - 中川家 [4]
  - ヒッキー北風 [初]
  - バッファロー吾郎 [2]

2009年4月16日放送回（ウンナン極限ネタバトル! ザ・イロモネア 笑わせたら100万円SP -3時間SP）
- 挑戦者
  - オードリー [5]
  - NON STYLE [初]
  - 次長課長 [9]
  - 劇団ひとり [5]
  - おぎやはぎ [3]
  - ホリペイ（堀内健・有田哲平）[2]
  - 柳原可奈子 [6]
  - ジョイマン [初]
  - ザブングル [3]
  - 友近 [7]
  - ザ・テルヨシ&ウド [初]

2009年4月23日放送回（サバイバルSP）
- 挑戦者
  - 我が家 [3]
  - U字工事 [2]
  - エハラマサヒロ [初]
  - ものいい [2]
  - 弾丸ジャッキー [初]
  - どきどきキャンプ [3]
  - つぶやきシロー [初]
  - ザ・パンチ [2]

2009年5月14日放送回（サバイバルSP）
- 挑戦者
  - FUJIWARA [8]
  - テンゲン [初]
  - ニブンノゴ! [初]
  - 小島よしお [7]
  - 柳原可奈子 [7]
  - ぼれろ [初]
  - アンガールズ[注 20] [5]
  - マシンガンズ [初]

2009年6月11日放送回
- 挑戦者
  - 響 [3]
  - フォーリンラブ[注 21] [2]
  - トータルテンボス [2]
  - いとうあさこ[注 22] [初]
  - Wエンジン [2]
  - ジャリズム [2]
  - ミラクルひかる [初]
  - 麒麟[注 23] [2]

2009年6月25日放送回（サバイバルSP）
- 挑戦者
  - ジョイマン [2]
  - 髭男爵 [5]
  - ななめ45°[2]
  - デンジャラス [3]
  - オオカミ少年 [初]
  - ロマンチックセクシー [初]
  - ザ・たっち [7]
  - 有吉弘行 [2]

2009年7月16日放送回（サバイバルSP）
- 挑戦者（全員初出場）
  - 平成ノブシコブシ
  - 波田陽区
  - 少年少女
  - 永井佑一郎
  - オテンキ
  - パンクブーブー
  - ウクレレえいじ
  - ダンディ坂野

2009年8月6日放送回（サバイバルSP）
- 挑戦者
  - FUJIWARA [9]
  - 超新塾 [3]
  - ロッチ [初]
  - なかやまきんに君 [3]
  - アームストロング [初]
  - キングオブコメディ [3]
  - NON STYLE [2]
  - ゆりありく[注 24] [初]

2009年9月10日放送回（サバイバルSP）
- 挑戦者
  - NON STYLE [3]
  - キングオブコメディ [4]
  - 友近 [8]
  - ジャリズム [3]
  - つぶやきシロー [2]
  - とろサーモン [初]
  - テツandトモ [初]
  - 矢野・兵動 [2]

2009年10月29日放送回
- 挑戦者
  - ロッチ [2]
  - ななめ45°[3]
  - 東京03 [初]
  - バッファロー吾郎 [3]
  - ゆってぃ [初]

2009年11月12日放送回
- 挑戦者
  - FUJIWARA [10]
  - ゆりありく [2]
  - 鳥居みゆき [初]
  - 柳原可奈子 [8]
  - 渡辺直美 [初]

2009年11月19日放送回（サバイバルSP）
- 挑戦者
  - サンドウィッチマン [3]
  - 弾丸ジャッキー [2]
  - なだぎ武 [4]
  - NON STYLE [4]
  - 平成ノブシコブシ [2]
  - ケンドーコバヤシ [初]

2009年12月3日放送回（サバイバルSP）
- 挑戦者
  - 次長課長 [10]
  - トータルテンボス [3]
  - ダイノジ [2]
  - 麒麟 [3]
  - ゆったり感 [初]
  - U字工事 [3]

2010年1月3日放送回（新春イロモネアSP内）
- 挑戦者（ザ・テルヨシ&ウド以外全員初出場）
  - 日村&バカリズム
  - なんでもアリタっ!
  - リアクションの殿堂
  - 関根勤軍団
  - ザ・テルヨシ&ウド [2]

2010年2月25日放送回（サバイバルSP）
- 挑戦者
  - アンガールズ [6]
  - カナリア [初]
  - アップダウン [初]
  - 風藤松原 [初]
  - ダブルブッキング [初]
  - THE GEESE [初]
  - ハリセンボン [5]
  - つぶやきシロー [3]

第9回 2010年12月18日 ウンナン極限ネタバトル! ザ・イロモネア 笑わせたら100万円SP（以降、同タイトル）
- 挑戦者
  - バナナマン [14]
  - アンガールズ [7]
  - Wコロン [初]
  - 柳原可奈子 [9]
  - サバンナ [初]
  - ピース [初]
  - キングオブコメディ [5]
  - インパルス [5]
  - ハライチ [初]
  - 鳥居みゆき [2]
  - 三内芸 [初]

第10回 2011年3月25日
- 挑戦者
  - フルーツポンチ[注 25] [初]
  - 次長課長 [11]
  - パンクブーブー [2]
  - しずる[注 26] [初]
  - 笑い飯 [3]
  - ピース [2]
  - スリムクラブ [初]
  - ザ・たっち [8]
  - 女性芸人会 [初]
  - 劇団ひとり [6]
  - 柳原可奈子 [10]
  - 有吉弘行 [3]
  - バナナマン [15]
  - サンドウィッチマン [4]
  - 野性爆弾 [初]
  - 関根軍団 [2]

第11回 2011年9月17日
- 挑戦者
  - バナナマン [16]
  - アンガールズ [8]
  - フルーツポンチ [2]
  - 柳原可奈子 [11]
  - スリムクラブ [2]
  - 森三中 [5]
  - ピース [3]
  - ロバート [初]
  - 劇団ひとり [7]
  - 平成ノブシコブシ [3]
  - はんにゃ [2]
  - 有吉弘行 [4]

第12回 2012年3月29日
- 挑戦者
  - ピース [4]
  - アンガールズ [9]
  - 小島よしお [8]
  - インパルス [6]
  - 柳原可奈子 [12]
  - ロバート [2]
  - ジャルジャル [初]
  - Hi-Hi[注 27] [初]
  - 劇団ひとり [8]
  - ウド鈴木&飯尾和樹 [初]
  - ロッチ [3]
  - はんにゃ [3]
  - ハライチ [2]
  - ハリセンボン [6]
  - 2700 [初]
  - ニッチェ [初]
  - 平成ノブシコブシ [4]
  - 森三中 [6]

第13回 2013年1月4日
- 挑戦者
  - TKO [3]
  - ドランクドラゴン[注 28] [2]
  - 柳原可奈子 [13]
  - バイきんぐ [初]
  - アンガールズ [10]
  - ナイツ [2]
  - インパルス [7]
  - 福田彩乃 [初]
  - サンドウィッチマン [5]
  - スギちゃん [初]
  - ロバート [3]
  - 小島よしお [9]
  - ピース [5]
  - 森三中 [7]
  - 友近 [9]
  - 千鳥 [初]

第14回 2013年3月20日
- 挑戦者
  - ドランクドラゴン[注 29] [3]
  - ロバート [4]
  - 柳原可奈子 [14]
  - パンサー [初]
  - ジャングルポケット [初]
  - ハライチ [3]
  - 庄司智春（品川庄司）[初]
  - アルコ&ピース [初]
  - インパルス [8]
  - ハマカーン [初]
  - 千鳥 [2]
  - 次長課長 [12]

第15回 2014年1月4日
※この回は第一期・二期含めて、特番枠としては史上初めて100万円獲得者が一人も現れなかった。
- 挑戦者
  - FUJIWARA [11]
  - インパルス [9]
  - 福田彩乃 [2][注 31]
  - パンサー [2]
  - ロバート [5]
  - ハリセンボン [7]
  - ピース [6]
  - 天竺鼠 [初]
  - 小島よしお [10]
  - 友近 [10]
  - ずん [初][注 32]
  - 次長課長 [13]
  - 庄司智春（品川庄司）[2]

第16回 2015年1月5日
- 挑戦者
  - ピース [7]
  - 柳原可奈子 [15]
  - アンガールズ [11]
  - 流れ星 [初][注 33]
  - ハライチ [4]
  - どぶろっく [初]
  - 庄司智春（品川庄司）[3]
  - パンサー [3]
  - クマムシ [初]
  - ずん [2]
  - Team 消えたくない二人 [初]
  - 友近 [11]
  - ロバート [6]

第17回 2016年1月2日
- 挑戦者
  - アンガールズ [12]
  - ものまねゴレンジャー [初]
  - トレンディエンジェル [初][注 34]
  - マッスルスリー [初]
  - あばれる君 [初]
  - ずん [3]
  - おかずクラブ [初][注 35]
  - サンドウィッチマン [6]
  - コロコロチキチキペッパーズ [初]
  - ロバート [7]
  - 柳原可奈子 [16]
  - 庄司智春（品川庄司） [4]
  - 平成ノブシコブシ [5]

第18回 2017年1月2日
- 挑戦者
  - ジャングルポケット [2]
  - ウーマンラッシュアワー [初]
  - 三四郎 [初]
  - ものまねゴレンジャー [2]
  - バイきんぐザコシショウ [初]
  - トレンディエンジェル [2]
  - ロバート [8]
  - ロッチ[注 36] [4]
  - マッスルフォー [2]
  - 可奈子と夏子 [初]
  - 髪の毛かき上げ隊 [初]
  - 関根軍団 [3][注 37]
  - 千鳥 [3]
  - 阿佐ヶ谷姉妹 [初]
  - チーム・ゴールドラッシュ [初]

第19回 2025年2月24日 8年ぶり復活☆ウンナン極限ネタバトル! ザ・イロモネア 笑わせたら100万円SP
※この回は第一期・二期含めて、100万円獲得者が5組現れるという歴代最多記録を達成した。また、当初は令和ロマンが初出場組として出場する予定であり、スタジオに在席していたが、収録中にメンバーの髙比良くるまのオンラインカジノ問題が発覚した事から本選出場はせず、途中退席となった。
- 挑戦者
  - チーム・キングオブコント [初]
  - チーム・ゴールドラッシュ [初]
  - EXIT [初]
  - 見取り図 [初]
  - 錦鯉 [初]
  - ハライチ [5]
  - ハナコ [初]
  - U字工事 [4]
  - 劇団ひとり [9]
  - ずん [5[注 38]]
  - ドランクドラゴン [4]
  - ラランド [初]
  - タイムマシーン3号 [3]
  - バナナマン [17]
  - チーム・太田プロ [初]
  - キンタロー。 [初]
  - ハリウッドザコシショウ[注 39] [2]
  - さや香 [初]
  - シンチャンナンチャン[注 40]  [初]

- 2006年〜2008年に正月の昼の時間帯（大体2~3日の昼12時頃）に放送されていた。イロモネア本選とはルールが異なり、各ステージ毎のジャンルは最初から指定され、そのステージ毎に失敗した者が脱落していくピラミッド方式が採用された（このルールは後のレギュラー放送内のイロモネア本選でも適用され、その時はサバイバルルールと名を変えて行われていた）。そのため、出場する芸人にジャンルの選択権が一切無くなっている。
- 優勝者（全ジャンルクリアを果たした芸人）には同年春に放送予定の「ザ・イロモネア」の出場権が与えられるが、放送された3年間の内、チャレンジに成功した芸人は1組も現れなかった。その代わりにFINALステージまで勝ち進んだ芸人が「ゴールドラッシュ枠」として同年春に放送されたイロモネアに出場する事があった[注 41]。
- 2008年以降はレギュラー放送内で「ゴールドラッシュ」のコーナーが行われた為か、正月の時間帯に放送される事は無くなっている。また、そのレギュラー放送も2010年に終了してしまった為、その後暫くは「ゴールドラッシュ」が行われる事は無かった。しかし2013年3月13日に「ウンナン極限ネタバトル ザ・ゴールドラッシュ」という名で約3年振りに復活する事となった（詳細は後述）。

2006年1月2日放送回『ゴールドラッシュ2006〜若き芸人たちが開くイロモネアの夜明け〜』
- FINALステージまで進出したタカアンドトシ、POISON GIRL BANDの2組は「ゴールドラッシュ枠」として2006年3月1日放送の「ザ・イロモネア3」に出場を果たした。
  - また、この回FINALステージまで進出していないハリセンボン（1stステージ敗退）とザ・たっち（3rdステージ敗退）は2006年10月6日放送の「ザ・イロモネア4」に揃って出演しており、この辺の線引きは非常に曖昧である。ちなみにこの2組は2008年4月12日放送回に出演した際、揃って100万円獲得を経験している。

※太字はFINALステージまで進出した芸人。
- 挑戦者
  - カラテカ
  - とろサーモン
  - インスタントジョンソン
  - 千鳥
  - ハリセンボン
  - モンキッキー
  - タカアンドトシ
  - くまだまさし
  - バッドボーイズ
  - コンマニセンチ
  - ネゴシックス
  - X-GUN
  - ビックスモールン
  - イノキーズ（アントキの猪木、アントニオ小猪木）
  - 江戸むらさき
  - プラスマイナス
  - チョップリン
  - POISON GIRL BAND
  - ハローバイバイ (解散)
  - 佐久間一行
  - ガリットチュウ
  - ザブングル
  - シャカ (解散)
  - 村上ショージ
  - ザ・たっち
  - クワバタオハラ
  - イワイガワ[注 42]
  - パッション屋良
  - パラシュート部隊
  - オジンオズボーン

2007年1月3日放送回『ゴールドラッシュ2007〜今年こそはブレイクしたい芸人が開く新しきイロモネアの夜明け〜』
- FINALステージ進出者の中ではFUJIWARAのみ、2007年3月放送の「ザ・イロモネア5」に出場を果たした。
  - また、この回3rdステージで敗退したチュートリアルは2007年9月放送の「ザ・イロモネア6」に出場しており、100万円獲得を果たしている。
  - FUJIWARAとアメリカザリガニは過去にイロモネア本選に出場した経験があり、「イロモネア本選からの降格」という意味合いが強い。
  - 村上ショージとバッドボーイズもFINALまで進出したが、本選への出場がない。尚、村上はかつて存在していた「ザ・ピンモネア」に出場経験がある。
- 挑戦者
  - バッドボーイズ
  - 丁半コロコロ
  - アメリカザリガニ
  - 千鳥
  - クワバタオハラ
  - トータルテンボス
  - イノキーズ（アントキの猪木、アントニオ小猪木）
  - リットン調査団
  - とろサーモン
  - チュートリアル
  - パッション屋良
  - 2丁拳銃
  - ワンダラーズ
  - シャカ
  - ケンドーコバヤシ
  - イシバシハザマ
  - アジアン
  - FUJIWARA
  - アップダウン
  - タイムマシーン3号
  - 村上ショージ

2008年1月3日放送回『ゴールドラッシュ2008〜今年こそはブレイクしたい芸人が開く新しきイロモネアの夜明け〜』
- FINALステージ進出者の中ではエド・はるみと大西ライオンが2008年4月放送の「ザ・イロモネア7」に出場を果たした。
  - また、同回にはゴールドラッシュの3rdステージで敗退した藤崎マーケットも初出場を果たしており、やはりこちらの線引きもかなり曖昧である。
  - キャン×キャン、TKO、COWCOWは同年に開始されたレギュラー放送内のイロモネア本選にて初出場を果たした。ちなみにTKOは2008年5月17日放送回にて、初出場で100万円獲得を果たした。
  - バッファロー吾郎は過去にイロモネア本選に出場した経験があり、番組内で木村明浩（現・バッファロー吾郎A）が「ずっと呼ばれなくなって、格下げみたいになった。」と語る場面も見受けられる[注 43]など、やはり「イロモネア本選からの降格」という意味合いが強い。
- 挑戦者
  - キャン×キャン
  - クールポコ
  - あべこうじ
  - ザブングル
  - 狩野英孝
  - ずん
  - ジャルジャル
  - エド・はるみ
  - BOOMER
  - タカダ・コーポレーション
  - HEY!たくちゃん
  - 360°モンキーズ
  - 大西ライオン
  - 流れ星
  - TKO
  - KICK☆
  - 藤崎マーケット
  - 寿司（現・コトブキツカサ）
  - バッファロー吾郎
  - イノキーズ（アントキの猪木、アントニオ小猪木）[注 44]
  - COWCOW

※太字はイロモネア出場権獲得者、[]内はレギュラー放送内のゴールドラッシュ出場回数を表しています。
2008年4月26日放送回（全員初出場）
- 挑戦者
  - 髭男爵
  - Hi-Hi
  - ナイツ
  - ジョイマン
  - ななめ45°
  - 井上智恵
  - トレンディエンジェル

2008年5月3日放送回（全員初出場）
- 挑戦者
  - ワタルwithオカン
  - ゴーバンブー
  - 山本高広
  - ガリガリガリクソン
  - オードリー
  - ぼれろ
  - 今泉

2008年5月10日放送回
- 挑戦者
  - ハイキングウォーキング [初]
  - どきどきキャンプ [初]
  - 代走みつくに [初]
  - ゴー☆ジャス [初]
  - 山本高広 [2]
  - オードリー [2]
  - ワタルwithオカン [2]

2008年5月17日放送回
- 挑戦者
  - 弾丸ジャッキー [初]
  - 永井佑一郎 [初]
  - かみじょうたけし [初]
  - マキシマムパーパーサム [初]
  - ガリガリガリクソン [2]
  - ゴーバンブー [2]
  - 山本高広 [3]

2008年6月7日放送回
- 挑戦者
  - トレンディエンジェル [2]
  - 平成ノブシコブシ [初]
  - ダイノジ [初]
  - 弾丸ジャッキー [2]
  - ななめ45°[2]
  - 髭男爵 [2]
  - オードリー [3]

2008年6月14日放送回
- 挑戦者
  - 狩野英孝 [初]
  - 我が家 [初]
  - 風藤松原 [初]
  - ハイキングウォーキング [2]
  - ぼれろ [2]
  - ナイツ [2]
  - 髭男爵 [3]

2008年6月28日放送回
- 挑戦者
  - 超新塾 [初]
  - マシンガンズ [初]
  - タイムマシーン3号 [初]
  - 狩野英孝 [2]
  - ダイノジ [2]
  - ゴー☆ジャス [2]
  - ぼれろ [3]

2008年7月5日放送回
- 挑戦者
  - 永井佑一郎 [2]
  - ハム [初]
  - 上原チョー [初]
  - デンジャラス [初]
  - 我が家 [2]
  - 弾丸ジャッキー [3]
  - オードリー [4]

2008年7月19日放送回
- 挑戦者
  - オジンオズボーン [初]
  - 平成ノブシコブシ [2]
  - 上原チョー [2]
  - ななめ45°[3]
  - ガリガリガリクソン [3]
  - タイムマシーン3号 [2]
  - 我が家 [3]

2008年8月2日放送回
- 挑戦者
  - モエヤン [初]
  - とろサーモン [初]
  - ふくろとじ [初]
  - 狩野英孝 [3]
  - デンジャラス [2]
  - 超新塾 [2]
  - ナイツ [3]
  - ザ・テルヨシ [初]

2008年8月9日放送回
- 挑戦者
  - パンクブーブー [初]
  - 超新塾 [3]
  - ハイキングウォーキング [3]
  - 今泉 [2]
  - モエヤン [2]
  - ななめ45°[4]
  - デンジャラス [3]
  - ザ・テルヨシ [2]

2008年8月23日放送回
- 挑戦者
  - キングオブコメディ [初]
  - アップダウン [初]
  - マシンガンズ [2]
  - かみじょうたけし [2]
  - ハム [2]
  - タイムマシーン3号 [3]
  - ハイキングウォーキング [4]
  - ザ・テルヨシ [3]

2008年8月30日放送回
- 挑戦者
  - クールポコ [初]
  - ザ・パンチ [初]
  - アップダウン [2]
  - 弾丸ジャッキー [4]
  - キングオブコメディ [2]
  - マシンガンズ [3]
  - 狩野英孝 [4]

2008年9月6日放送回
- 挑戦者
  - どきどきキャンプ [2]
  - ゴー☆ジャス [3]
  - モエヤン [3]
  - ふくろとじ [2]
  - ナイツ [3]
  - 超新塾 [4]
  - ハム [3]

2008年10月18日放送回（ゴールドラッシュ イロモネア挑戦権獲得SP）
- 挑戦者
  - ジョイマン [2][3]
  - 響 [初][2]
  - ザブングル [初][2]
  - はんにゃ [初][2]
  - ザ・ゴールデンゴールデン [初][2]
  - Wエンジン [初][2]
  - U字工事 [初]
  - フォーリンラブ [初][2]
  - チョコレートプラネット [初][2]
  - つぶやきシロー [初][2]
  - どきどきキャンプ [3]
  - ザ・パンチ [2]
  - 平成ノブシコブシ [3]
  - パンクブーブー [2]
  - アップダウン [3]

2008年10月25日放送回
- 挑戦者
  - ナイツ [5]
  - どきどきキャンプ [4]
  - 平成ノブシコブシ [4]
  - 響 [3]
  - ザブングル [3]
  - チョコレートプラネット [3]
  - はんにゃ [3]

2008年11月15日放送回（ゴールドラッシュ イロモネア挑戦権獲得SP）
- 挑戦者
  - 永井佑一郎 [初][2][3]
  - しずる [初]
  - U字工事 [2][3][4]
  - THE GEESE [初][2][3]
  - クールポコ [2][3]
  - ザ・パンチ [3][4]
  - Wエンジン [3][4]
  - オジンオズボーン [2][3]
  - ガリガリガリクソン [4]
  - ザブングル [4]
  - チョコレートプラネット [4]
  - モエヤン [4]
  - キングオブコメディ [3]
  - ふくろとじ [3]
  - ダイノジ [3]

2008年12月6日放送回（ゴールドラッシュ イロモネア挑戦権獲得SP）
- 挑戦者
  - あきげん [初]
  - ものいい [初][2][3]
  - 姫ちゃん [初]
  - NON STYLE [初]
  - ヒッキー北風 [初][2][3]
  - ウクレレえいじ [初][2][3]
  - ジョイマン [4][5]
  - パンクブーブー [3][4]
  - つぶやきシロー [3][4]
  - とろサーモン [2][3]
  - ゴー☆ジャス [4][5]
  - 永井佑一郎 [4]
  - 平成ノブシコブシ [5]

2009年2月7日放送回（ゴールドラッシュ イロモネア挑戦権獲得SP）
- 挑戦者
  - オオカミ少年 [初][2][3]
  - ゆったり感 [初][2][3]
  - ゆってぃ [初][2]
  - NON STYLE [2][3][4]
  - X-GUN [初][2][3]
  - ザブングル[注 45] [5][6][7]
  - フォーリンラブ [3]
  - 風藤松原 [2][3]
  - アップダウン [4][5]
  - マシンガンズ [4]
  - THE GEESE [4]
  - ウクレレえいじ [4]

2009年3月7日放送回（ゴールドラッシュ イロモネア挑戦権獲得SP）
- 挑戦者
  - アームストロング [初][2][3]
  - 夙川アトム [初][2]
  - テンゲン [初][2]
  - ミラクルひかる [初][2]
  - ロマンチックセクシー [初][2][3]
  - ロッチ [初]
  - フォーリンラブ [4][5]
  - ガリガリガリクソン [5]
  - ゆってぃ [3]
  - モエヤン [5]
  - ぼれろ [4]
  - ザブングル[注 46] [8]
  - マシンガンズ [5]

2009年3月21日放送回（ゴールドラッシュ イロモネア挑戦権獲得SP）
- 挑戦者
  - エハラマサヒロ [初][2][3]
  - 5GAP [初][2]
  - くらげライダー [初]
  - ニブンノゴ! [初][2][3]
  - ロッチ [2][3]
  - しずる [2][3][4]
  - イワイガワ [初]
  - くまだまさし [初][2][3]
  - 弾丸ジャッキー [5][6]
  - ミラクルひかる [3][4]
  - テンゲン [3][4]
  - マシンガンズ [6]
  - THE GEESE [5]

2009年6月4日放送回（2時間SP）
※映画『ROOKIES-卒業-』のコラボ企画として『ROOKIES』の出演者（佐藤隆太・市原隼人他）がゴールドラッシュSPの審査員として出演した。放送内ではクリア時の効果音や小道具など『ROOKIES』に関する演出が多かった（例としてゴールドラッシュでクリア時に連ドラでの主題歌「キセキ」が流れるなど）。
- 挑戦者
  - モンスターエンジン [初][2]
  - いとうあさこ [初][2][3]
  - ビーグル38[注 47] [初][2][3]
  - どぶろっく [初]
  - ダブルダッチ [初][2]
  - ダンディ坂野 [初][2][3]
  - ゆってぃ [4][5]
  - 5GAP [3]
  - ロッチ [4][5]
  - ガリガリガリクソン[注 48] [6][7]
  - 夙川アトム [3][4]
  - ゆったり感 [4]
  - THE GEESE [6]

2009年7月9日放送回（ゴールドラッシュ イロモネア挑戦権獲得SP）
- 挑戦者
  - インスタントジョンソン [初]
  - 少年少女 [初][2][3]
  - 浅越ゴエ [初]
  - ダブルブッキング [初][2][3]
  - もう中学生 [初][2][3]
  - カナリア [初][2]
  - オテンキ [初][2][3]
  - 波田陽区 [初][2][3]
  - モンスターエンジン [3][4]
  - 5GAP [4]
  - 永井佑一郎 [5]
  - 平成ノブシコブシ [6]
  - THE GEESE [7]
  - ガリガリガリクソン [8]

2009年7月9日放送回（ゴールドラッシュ イロモネア挑戦権獲得SP）
- 挑戦者
  - ジャングルポケット [初][2]
  - 渡辺直美 [初][2][3]
  - 浅越ゴエ [2]
  - ゆりありく [初][2][3]
  - インスタントジョンソン [2][3]
  - 2丁拳銃 [初][2]
  - カトゥー直也 [初]
  - ダブルダッチ [3]
  - カナリア [3][4]
  - モンスターエンジン [5]
  - アップダウン [6]
  - モエヤン [6]
  - 夙川アトム [5]
  - THE GEESE [8]
  - ゆってぃ [6]
  - ガリガリガリクソン[注 49][9]

2009年9月17日放送回（ゴールドラッシュ イロモネア挑戦権獲得SP）
※「ゴールドラッシュの主」「沼の常連」等と呼ばれてきたガリガリガリクソン、ザ・ギース、ゆってぃらが揃ってイロモネア挑戦権を獲得した（放送ではこの3組が「チャレンジ失敗数TOP3組」と書かれていたが、同日クリアのアップダウンもゆってぃと同数の失敗数であった）。
- 挑戦者
  - どぶろっく [2][3][4]
  - 浅越ゴエ [3][4][5]
  - 天竺鼠 [初]
  - アンコン商事 [初]
  - インスタントジョンソン [4]
  - ザ・ゴールデンゴールデン [3]
  - ジャングルポケット [3]
  - 2丁拳銃 [3]
  - モンスターエンジン [6]
  - もう中学生 [4]
  - 夙川アトム [6]
  - アップダウン [7]
  - くまだまさし [4]
  - 今泉 [3]
  - カナリア [5]
  - ゆってぃ [7]
  - THE GEESE [9]
  - ガリガリガリクソン[注 50] [10]

- 2010年のレギュラー放送終了を最後に暫く行われていなかった「ゴールドラッシュ」だったが、2013年3月13日放送回にて約3年振りに復活を果たした。
- 過去の「ゴールドラッシュ」とは相違点が多々存在する。以下はその例である。
  - 放送する時間が深夜帯に移り、また「ザ・イロモネア」本選放送の1週間前や前日に放送される事が多い。
  - チャレンジのルール自体が大幅に変更されており、正月特番時代はピラミッド方式（サバイバルルールとも言う）が採用されていたが、今回では5つのジャンル（一発ギャグ、モノボケ、ショートコント、モノマネ、サイレント）の中から得意なモノを芸人が1つだけ選択し、そのジャンル内のチャレンジで一般審査員5人全員を笑わせればイロモネア出場権獲得という「一発勝負ルール」が採用された。
- チャレンジの傾向としてモノボケかショートコントを選ぶ芸人が圧倒的に多い。
- 2013年から3年連続で行われていたが、2016年のSP前には行われず、この年は通常通り「イロモネア」のみが放送された。その後2016年12月26日に約1年ぶりに復活し、司会もウンナンに変わり「ミスターイロモネア」ことバナナマンが担当する事となった[注 51]。

2013年3月13日放送回 ウンナン極限ネタバトル!『THE GOLD RUSH 〜イロモネアへの道〜』
※チャレンジ成功者は1週間後（2013年3月20日）放送の「ザ・イロモネア」本選の出場権獲得。太字はチャレンジ成功者。
- 挑戦者
  - ジャングルポケット（モノボケ）
  - トレンディエンジェル（モノボケ）
  - ニッチェ（ショートコント）[注 52]
  - パンサー（モノボケ）
  - バイきんぐ（サイレント）[注 53]
  - 三浦マイルド（モノボケ）
  - アルコ&ピース（モノボケ）
  - チキチキジョニー（モノボケ）

2014年1月3日放送回 ウンナン極限ネタバトル!『THE GOLD RUSH 〜イロモネアへの道〜』
※チャレンジ成功者は翌日（2014年1月4日）放送の「ザ・イロモネア」本選の出場権獲得。
- 挑戦者
  - トレンディエンジェル（モノボケ）
  - 鬼ヶ島（モノマネ）
  - マテンロウ（モノボケ）
  - ニッチェ（モノボケ）
  - かもめんたる（ショートコント）
  - うしろシティ（ショートコント）
  - 天竺鼠（ショートコント）
  - ジグザグジギー[注 54]（ショートコント）

2015年1月2日放送回 ウンナン極限ネタバトル!『THE GOLD RUSH 〜イロモネアへの道〜』
※チャレンジ成功者は3日後の（2015年1月5日）放送の「ザ・イロモネア」本選の出場権獲得。
- 挑戦者
  - 新宿カウボーイ（一発ギャグ）
  - ニッチェ（モノボケ）
  - しずる（モノマネ）[注 55]
  - 学天即（ショートコント）
  - クマムシ（ショートコント）
  - 三四郎（モノボケ）
  - トップリード（モノボケ）
  - ラバーガール（ショートコント）

2016年12月26日放送回『THE GOLD RUSH 〜イロモネアへの道〜』
※チャレンジ成功者は1週間後（2017年1月2日）放送の「ザ・イロモネア」本選の出場権獲得しチーム・ゴールドラッシュを結成。太字はチャレンジ成功者。
- 挑戦者
  - ライス（ショートコント）
  - 相席スタート（モノマネ）
  - ラバーガール（ショートコント）
  - ニューヨーク（ショートコント）
  - ジグザグジギー（モノボケ）
  - 鬼越トマホーク（サイレント）
  - さらば青春の光（サイレント）
  - インディアンス（ショートコント）
  - カミナリ（モノボケ）
  - タイムマシーン3号（モノマネ）[注 56]
  - シソンヌ（モノボケ）
  - ヤングウッズ（ショートコント）
  - スーパーマラドーナ（一発ギャグ）
  - バッドナイス常田（ショートコント）
  - バンビーノ（ショートコント）

2025年2月23日放送回『THE GOLD RUSH 〜イロモネアへの道〜』
※チャレンジ成功者は翌日（2025年2月24日）放送の「ザ・イロモネア」本選の出場権獲得しチーム・ゴールドラッシュを結成。太字はチャレンジ成功者。
- 挑戦者
  - レインボー（モノマネ）
  - かが屋（一発ギャグ）
  - エルフ（ショートコント）
  - ななまがり（ショートコント）
  - きしたかの（モノマネ）
  - ニッポンの社長（モノボケ）
  - トム・ブラウン（ショートコント）
  - 天才ピアニスト（ショートコント）
  - や団（サイレント）
  - みなみかわ（モノボケ）
  - ママタルト（ショートコント）
  - オダウエダ（サイレント）
  - リンダカラー∞（モノボケ）
  - きつね（ショートコント）
  - 怪奇!YesどんぐりRPG（一発ギャグ）
  - チャンス大城（モノマネ）
  - 納言（モノボケ）
  - ヨネダ2000（モノボケ）
  - ラパルフェ（モノマネ）
  - 青色1号（モノボケ）

- 後日放送される『ザ・イロモネアSP』本選出場を賭けた第一次予選会である。この予選会で勝ち上がった複数の芸人は、後日放送される『ゴールドラッシュ』の出場権が与えられる。
- 『イロモネア』や『ゴールドラッシュ』とは以下のようにルールが異なる。
  - 制限時間は『イロモネア』と同じく1分間であるが、『イロモネア』のようにテレビ画面に残り時間の秒数は表示されない。
  - 「モノマネ」や「ショートコント」などの5つのジャンル関係なく、出場芸人は自身の珠玉の持ちネタを披露する事が出来る。
  - この予選会最大の特徴である審査方法であるが、観客100人の前に置かれたOMRONが開発した人間の喜怒哀楽の表情を感知・測定するシステム「ヒューマン・ビジョン・コンポ」でスマイルポイント（制限時間内に100％大笑いに達した回数）を測定し、そのスマイルポイントの数が多い上位8組が二次予選会（ゴールドラッシュ）へと出場出来るという形となった。
- 2016年では行われなかった。

2015年1月1日放送回 ウンナン極限ネタバトル！『THE GOLD RUSH〜イロモネアへの道〜予選会』
※34組中上位8組の芸人は翌日（1月2日）放送の「ゴールドラッシュ」出場権獲得。太字は出場権獲得者。
- 挑戦者
  - チョコレートプラネット [注 57]
  - バイク川崎バイク
  - 鬼ヶ島
  - みかん
  - 三四郎
  - 野性爆弾 [注 55]
  - ラバーガール
  - ななめ45° [注 58]
  - 新宿カウボーイ
  - しずる
  - 平野ノラ [注 59]
  - グランジ
  - クマムシ
  - GAG少年楽団
  - ジグザグジギー
  - キンタロー。 [注 60]
  - フルーツポンチ [注 61]
  - サンシャイン池崎
  - さらば青春の光
  - ニッチェ
  - 和牛
  - 学天即
  - エレキコミック
  - THE GEESE [注 62]
  - ルシファー吉岡
  - Hi-Hi [注 52]
  - トップリード
  - リンゴスター
  - 巨匠
  - アキナ
  - なすなかにし
  - ラブレターズ [注 63]
  - ツィンテル
  - ウクレレえいじ [注 64]
- 上位8組ランキング
  - 1.ラバーガール（534pt）
  - 2.学天即（513pt）
  - 3.ニッチェ（510pt）
  - 4.トップリード（506pt）
  - 5.新宿カウボーイ（502pt）
  - 6.三四郎（498pt）
  - 7.しずる（491pt）
  - 8.クマムシ（488pt）

2008年11月8日放送回（全員初出場）
- 挑戦者
  - 日村勇紀（バナナマン）
  - 藤田憲右（トータルテンボス）
  - 川島明（麒麟）
  - 大村朋宏（トータルテンボス）
  - 友近
  - ホリ
  - レッド吉田（TIM）

2008年11月29日放送回（全員初出場）
- 挑戦者
  - ゴルゴ松本（TIM）
  - 小島よしお
  - 庄司智春（品川庄司）
  - 鈴木Q太郎（ハイキングウォーキング）
  - 山根良顕（アンガールズ）
  - 松田洋昌（ハイキングウォーキング）
  - 田中卓志（アンガールズ）

2008年12月13日放送回（全員初出場）
- 挑戦者
  - 木下隆行（TKO）
  - ヒデ（ペナルティ）
  - 板倉俊之（インパルス）
  - 木本武宏（TKO）
  - なかやまきんに君 [注 65]
  - ワッキー（ペナルティ）
  - 劇団ひとり

2009年1月31日放送回（全員初出場）
- 挑戦者
  - なだぎ武
  - たくや（ザ・たっち）
  - 有吉弘行
  - かずや（ザ・たっち）
  - 岩尾望（フットボールアワー）[注 66]
  - 大西ライオン
  - 山本高広[注 67]
  - 村上ショージ

2009年2月14日放送回
- 挑戦者
  - 芋洗坂係長 [初]
  - 塙宣之（ナイツ） [初]
  - 井戸田潤（スピードワゴン） [初]
  - 田村裕（麒麟） [初]
  - 設楽統（バナナマン） [初]
  - 土屋伸之（ナイツ） [初]
  - 日村勇紀（バナナマン） [2]
  - 川島明（麒麟） [2]

2009年4月16日放送回
- 挑戦者（大西ライオン以外全員初出場）
  - パンチ浜崎（ザ・パンチ）
  - 岸学（どきどきキャンプ）
  - 狩野英孝
  - ゴー☆ジャス
  - 長友光弘（響）
  - 鳥居みゆき[注 68]
  - 大西ライオン [2]
  - 今野浩喜（キングオブコメディ）

2009年6月4日放送回（2時間SP）
※映画『ROOKIES-卒業-』のコラボ企画として『ROOKIES』の出演者（佐藤隆太・市原隼人他）がピンモネアでの劇団員として出演した。また小道具として映画のポスターや原作の単行本が用意されていた。
- 挑戦者
  - 日村勇紀（バナナマン）[3]
  - 松尾陽介（ザブングル）[初]
  - 岡田圭右（ますだおかだ）[初]
  - 加藤歩（ザブングル）[初]
  - 近藤春菜（ハリセンボン）[初]
  - 設楽統（バナナマン）[2]
  - ヒッキー北風 [初]
  - 河本準一（次長課長）[初]

2009年7月2日放送回
- 挑戦者
  - 伊達みきお（サンドウィッチマン）[初]
  - 中岡創一（ロッチ）[初]
  - 庄司智春（品川庄司）[2]
  - 木本武宏（TKO）[2]
  - 友近 [2]
  - 富澤たけし（サンドウィッチマン）[初]
  - コカドケンタロウ（ロッチ）[初]
  - 木下隆行（TKO）[2]

2009年7月23日放送回
※ドラマ『オルトロスの犬』のコラボ企画としてドラマの出演俳優（高畑淳子、錦戸亮他）が劇団員として出演した。
- 挑戦者
  - 岸学（どきどきキャンプ）[2]
  - 益子卓郎（U字工事）[初]
  - 春日俊彰（オードリー）[初]
  - 福田薫（U字工事）[初]
  - エハラマサヒロ [初]
  - 若林正恭（オードリー）[初]
  - 小島よしお [2]
  - つぶやきシロー [初]

2009年8月13日放送回
- 挑戦者
  - 藤田憲右（トータルテンボス）[2]
  - いとうあさこ [初]
  - 吉村崇（平成ノブシコブシ）[初]
  - 塙宣之（ナイツ）[2]
  - チャンカワイ（Wエンジン）[初]
  - 川島明（麒麟）[3]
  - 大村朋宏（トータルテンボス）[2]
  - なだぎ武 [2]

2009年8月27日放送回
※この回のみ夏休み2時間SPという事で、セットでは無く実在するスペースで行われる「ロケモネア」と称して行われ、ネタの順番もくじ引きによって決められた。また、普段と異なり番組の最後に出場芸人が一人ずつその回の感想や反省を語るインタビュー映像なども放送された。
- 挑戦者
  - 日村勇紀（バナナマン）[4]
  - 設楽統（バナナマン）[3]
  - 板倉俊之（インパルス）[2]
  - 加藤歩（ザブングル）[2]
  - 井上聡（次長課長）[初]
  - 田中卓志（アンガールズ）[2]
  - 山根良顕（アンガールズ）[2]
  - 小島よしお [3]
  - 長友光弘（響）[2]
  - 鳥居みゆき [2]
  - 狩野英孝[注 69] [2]
  - エド・はるみ [初]

2009年9月3日放送回
- 挑戦者
  - なかやまきんに君 [2]
  - ガリ中島（テンゲン）[初]
  - ケンドーコバヤシ [初]
  - 伊達みきお（サンドウィッチマン）[2]
  - 富澤たけし（サンドウィッチマン）[2]
  - 大久保佳代子（オアシズ）[初]
  - 井戸田潤（スピードワゴン）[2]
  - 小沢一敬（スピードワゴン）[初]

2009年11月5日放送回
- 挑戦者
  - 長友光弘（響）[3]
  - 塙宣之（ナイツ）[3]
  - 夙川アトム [初]
  - 土屋伸之（ナイツ）[2]
  - 狩野英孝 [3]
  - ゴー☆ジャス[注 70] [初]

2009年11月26日放送回
- 挑戦者
  - 日村勇紀（バナナマン）[5]
  - くまだまさし [初]
  - 設楽統（バナナマン）[4]
  - 木本武宏（TKO）[3]
  - 岸学（どきどきキャンプ）[3]
  - 木下隆行（TKO）[3]

2009年12月10日放送回
- 挑戦者
  - ゴルゴ松本（TIM）[2]
  - バービー（フォーリンラブ）[初]
  - つぶやきシロー [2]
  - 黒沢かずこ（森三中）[初]
  - いとうあさこ [2]
  - ダンディ坂野 [初]

2009年12月17日放送回
- 挑戦者
  - 田中卓志（アンガールズ）[3]
  - 山根良顕（アンガールズ）[3]
  - 加藤歩（ザブングル）[3]
  - ガリガリガリクソン [初]
  - 岡田圭右（ますだおかだ）[2]
  - 鳥居みゆき [3]

2010年1月28日放送回
- 挑戦者
  - 近藤春菜（ハリセンボン）[2]
  - 今野浩喜（キングオブコメディ）[2]
  - 箕輪はるか（ハリセンボン）[初]
  - 世界のナベアツ（現・桂三度）[初]
  - もう中学生 [初]
  - 友近 [3]

2010年2月11日放送回
※バレンタイン直前の特別企画として女性芸人達が「公園で告白する学生」、「散らかった自室で彼氏の訪問に慌てる女性」、「結婚発表会見をするタレント」の3つのステージに挑戦した。全てクリアした芸人には「韓国エステ旅行」が用意されていたがクリアした芸人は出なかった。
- 挑戦者
  - 友近 [4]
  - ミラクルひかる [初]
  - いとうあさこ [3]
  - 馬場園梓（アジアン）[初]
  - 長友光弘（響）[4] -唯一の男性出場者だが、この日は自身のキャラクターである『ミツコ』に扮して女性として出場した。
  - バービー（フォーリンラブ）[2]
  - 鳥居みゆき [4]

2009年2月28日放送回（全員初出場）
- 挑戦者
  - ゴルゴ松本（TIM）
  - 有吉弘行
  - 藤田憲右（トータルテンボス）
  - ほっしゃん。
  - 大村朋宏（トータルテンボス）
  - ケンドーコバヤシ
  - レッド吉田（TIM）

2009年5月21日放送回（全員初出場）
- 挑戦者
  - 日村勇紀（バナナマン）
  - 塙宣之（ナイツ）
  - 世界のナベアツ（現・桂三度）
  - 設楽統（バナナマン）
  - 土屋伸之（ナイツ）
  - 小島よしお
  - 松田洋昌（ハイキングウォーキング）
  - 鈴木Q太郎（ハイキングウォーキング）

2009年6月18日放送回（全員初出場）
- 挑戦者
  - 河本準一（次長課長）
  - 山根良顕（アンガールズ）
  - 松雪オラキオ（弾丸ジャッキー）
  - 井上聡（次長課長）
  - 狩野英孝[注 71]
  - 武田テキサス（弾丸ジャッキー）
  - 田中卓志（アンガールズ）
  - 鳥居みゆき[注 72]

※太字はチャレンジ成功者、→の方向はモノマネした人物
2009年10月29日放送回（全員初出場）
- 挑戦者
  - 藤本敏史（FUJIWARA）→リチャード・ギア
  - 渡辺直美→美空ひばり
  - ななめ45°→山本譲二、小金沢昇司、北島三郎
  - ゆってぃ→エディ・マーフィ
  - 鳥居みゆき→浜田ブリトニー
  - 原西孝幸（FUJIWARA）→ASIMO

2009年11月5日放送回（全員初出場）
- 挑戦者
  - 木下隆行（TKO）→西郷隆盛
  - くまだまさし→中村獅童
  - 狩野英孝→仲間由紀恵（ごくせんの山口久美子）
  - 木本武宏（TKO）→デューク更家
  - 椿鬼奴→ジョン・ボン・ジョヴィ
  - 岸学（どきどきキャンプ）→ディエゴ・マラドーナ

2009年11月12日放送回（全員初出場）
- 挑戦者
  - 中岡創一（ロッチ）→谷村新司
  - 竹若元博（バッファロー吾郎）→マイケル・ジャクソン
  - コカドケンタロウ（ロッチ）→別所哲也
  - 柳原可奈子→ガリガリガリクソン
  - 東京03→長渕剛、哀川翔、三池崇史
  - 夙川アトム→ゴー☆ジャス
  - 木村明浩（現・バッファロー吾郎A/バッファロー吾郎）→宮迫博之（雨上がり決死隊）
  - 設楽統（バナナマン）→槇原敬之

2009年11月19日放送回（全員初出場）
- 挑戦者
  - 川島明（麒麟）→『北斗の拳』のケンシロウ
  - 藤田憲右（トータルテンボス）→アポロ・クリード
  - 田村裕（麒麟）→阿藤快
  - 大村朋宏（トータルテンボス）→もう中学生
  - 益子卓郎（U字工事）→ATSUSHI（EXILE）
  - ホリ→堀内健（ネプチューン）

2009年11月26日放送回（全員初出場）
- 挑戦者
  - 日村勇紀（バナナマン）→Mr.ビーン
  - 長友光弘（響）→タイソン・ゲイ
  - 塙宣之（ナイツ）→はなわ
  - 土屋伸之（ナイツ）→武田修宏

2009年12月3日放送回（全員初出場）
- 挑戦者
  - 武田テキサス（弾丸ジャッキー）→柴田英嗣（アンタッチャブル）
  - 伊達みきお（サンドウィッチマン）→笠浩二（C-C-B）
  - 河本準一（次長課長）→土佐礼子
  - 松雪オラキオ（弾丸ジャッキー）→『あぶない刑事』の時の柴田恭兵

2009年12月10日放送回（全員初出場）
- 挑戦者
  - いとうあさこ→ジェニファー・ビールス（フラッシュダンス）
  - 黒沢かずこ（森三中）→長州小力
  - バービー（フォーリンラブ）→岩下志麻
  - ゴルゴ松本（TIM）→竹中直人
  - つぶやきシロー→温水洋一
  - なだぎ武→『刑事物語』の時の武田鉄矢
  - 富澤たけし（サンドウィッチマン）→フランケンシュタイン
  - 山本高広→軽部真一

2009年12月17日放送回（鳥居みゆき以外全員初出場）
- 挑戦者
  - 田中卓志（アンガールズ）→江頭2:50
  - 世界のナベアツ（現・桂三度）→野口英世
  - 今野浩喜（キングオブコメディ）→ベロ（妖怪人間ベム）
  - もう中学生→吉川晃司
  - 鳥居みゆき [2]→小梅太夫
  - 山根良顕（アンガールズ）→『西遊記』の時の岸部四郎（沙悟浄）

2010年1月3日放送回（新春イロモネアSP内）
※スタジオにドラマ『ハンチョウ〜神南署安積班〜』の出演者などのゲスト芸能人がウンナンと共に芸人のネタを観戦した（審査員は一般審査員のみ）。
- 挑戦者
  - 大島美幸（森三中）[初]→ビートたけし（タケちゃんマン）、山下清
  - 杉山裕之（我が家）[初]→綾小路きみまろ
  - 小島よしお [初]→さかなクン、マイケル・ジャクソン
  - 田中卓志（アンガールズ）[2]→江頭2:50
  - 黒沢かずこ（森三中）[2]→『ベルサイユのばら』のオスカル、伊藤みどり
  - 大村朋宏（トータルテンボス）[2]→もう中学生
  - もう中学生 [2]→京本政樹
  - 春日俊彰 [初]（オードリー）→美空ひばり
  - エド・はるみ [初]→黒柳徹子
  - 武田テキサス（弾丸ジャッキー）[2]→柴田英嗣（アンタッチャブル）
  - 坪倉由幸（我が家）[初]→平泉成
  - 塙宣之（ナイツ）[2]→はなわ
  - はなわ [初]→塙宣之（ナイツ）、松井秀喜
  - 村上知子（森三中）[初]→獣神サンダー・ライガー
  - 鈴木Q太郎（ハイキングウォーキング）[初]→アンジェラ・アキ
  - 柳原可奈子 [2]→ガリガリガリクソン
  - ホリ [2]→ウド鈴木、ルー大柴
  - 今野浩喜（キングオブコメディ）[2]→えなりかずき
  - 西井隆詞（ダブルダッチ）[注 73] [初]→岩尾望（フットボールアワー）
  - 狩野英孝 [2]→出川哲朗
  - 加藤歩（ザブングル）[初]→チョナン・カン（草彅剛）
  - 土屋伸之（ナイツ）[2]→『ウォーリーをさがせ!』のウォーリー
  - 増田英彦（ますだおかだ）[初]→谷亮子、クロちゃん（安田大サーカス）
  - 岡田圭右（ますだおかだ）[初]→彦摩呂
  - 有吉弘行 [初]→デーモン小暮閣下
  - 大久保佳代子（オアシズ）[初]→『天才バカボン』のバカボンのパパ
  - 原西孝幸（FUJIWARA）[2]→ASIMO
  - ザ・たっち [初]→佐々木健介&北斗晶、おすぎとピーコ
  - 谷田部俊（我が家）[初]→矢沢永吉
  - ミラクルひかる [初]→林家パー子
  - 藤田憲右（トータルテンボス）[2]→フランシスコ・ザビエル
  - 友近 [初]→蓮舫
  - 山根良顕（アンガールズ）[2]→ふかわりょう
  - 日村勇紀（バナナマン）[2]→志村けん

2010年1月28日放送回
- 挑戦者
  - 加藤歩（ザブングル）[2]→荒川静香
  - 箕輪はるか（ハリセンボン）[初]→春日俊彰（オードリー）
  - 友近 [2]→土屋アンナ
  - ガリガリガリクソン [初]→天地真理
  - 近藤春菜（ハリセンボン）[初]→北野大
  - ウクレレえいじ [初]→佐野元春

2010年2月4日放送回
- 挑戦者（全員初出場）
  - サンドウィッチマン
  - ハライチ
  - 弾丸ジャッキー
  - トータルテンボス
  - いとうあさこ
  - 麒麟
  - バナナマン

2010年2月11日放送回
- 挑戦者（全員初出場）
  - ザブングル
  - ガリガリガリクソン
  - ハマカーン
  - オテンキ

2010年3月18日放送回（レギュラー放送最終回）
- 挑戦者（全員初出場）
  - アンガールズ
  - ナイツ
  - ザ・たっち
  - ゆったり感
  - 響
  - Wエンジン
  - ハイキングウォーキング
  - 友近

2009年10月15日（木曜日）放送回『夢の競演!木曜コラボ 関口宏の東京フレンドパークII×ウンナン極限ネタバトル! ザ・イロモネア 3時間ブチ抜きスペシャル!』
※木曜20時枠の『関口宏の東京フレンドパークII』とのコラボ企画として3時間スペシャルが放送された。内容は各アトラクションごとに最初に出場芸人がイロモネアのステージでイロモネアおよびピンモネアのルールでネタを行い、その後フレンドパークのスタジオに移動してクリアした芸人（敗退した芸人は応援席から観戦）と内村・南原がアトラクションに挑戦し金貨獲得を目指す。イロモネアのスタジオでは出場芸人達の前に『フレンドパーク』の出演者である関口宏、渡辺正行、ホンジャマカの4人がネタを観覧したり、3rdチャレンジではフレンドパークのスタジオを模したスタジオが組まれていた。なお、番組の途中でスケジュール等の都合から板倉俊之（インパルス）と狩野英孝とザブングルは退出し入れ替わりでバナナマン、オードリー、いとうあさこが途中出演した。
- 挑戦者
  - 小島よしお
  - ザブングル
  - 我が家
  - 狩野英孝
  - 森三中
  - 板倉俊之（インパルス）
  - 有吉弘行
  - バナナマン
  - いとうあさこ
  - オードリー

2010年2月18日（木曜日）放送回-『パーツモネア』
※アイドルVS女性芸人で、体のパーツ毎に競うという企画。タイトルに「モネア」がついているだけで、イロモネアの片鱗は最早無くなってしまっている。司会の内村でさえも、放送内で「イロモネアどこ行ったの〜!?」と絶叫していた。
- 挑戦者（芸人側）
  - くわばたりえ（クワバタオハラ）
  - 隅田美保（アジアン）
  - 箕輪はるか（ハリセンボン）
- 挑戦者（アイドル側）
  - 安田美沙子
  - 神戸蘭子
  - 夏川純

2010年2月18日（木曜日）放送回-『お初モネア』
※はんにゃ、タカアンドトシ、おぎやはぎ、チュートリアルの初出場時のチャレンジが再放送された（放送時間の都合でFinalチャレンジ以外はクリアとなった瞬間のネタのみを放送した）。
2010年3月4日〜11日（木曜日）放送回 -『ザ・早ボケハウス123』
※詳細は後述を参照。『〜モネア』も付かなくなっており、完璧にイロモネアの要素は無くなっている。またこの回に登場したバナナマン設楽は、「俺の知ってるイロモネアじゃない」と絶句していた。ナイツの土屋に至っては「イロモネアの要素、ウンナンさんしか残っていないですよ」とまでコメントしていた。
- 出演芸人（3月4日）
  - ハリセンボン&馬場園梓（アジアン）
  - 設楽統（バナナマン）&アンガールズ[注 74]
  - ナイツ&加藤歩（ザブングル）
  - パンクブーブー&小島よしお
- 出演芸人（3月11日）
  - 岡田圭右（ますだおかだ）&オアシズ
  - トータルテンボス&庄司智春（品川庄司）
  - 長友光弘（響）&ゆってぃ&ゴー☆ジャス
  - 岸学（どきどきキャンプ）&チャンカワイ（Wエンジン）&松雪オラキオ（弾丸ジャッキー）
- 解答者
  - 磯野貴理子
  - 小倉優子
  - 板東英二

2014年12月29日（月曜日）放送回-『ウンナン極限ネタバトル! ザ・イロモネア あの頃君は若かった! 超〜売れっ子芸人 衝撃の初挑戦SP』
※放送10周年記念企画として、文字通り現在「売れっ子」となっている選りすぐりの芸人たちのイロモネア初挑戦映像を一挙放送した。また、2015年1月5日放送の「イロモネアSP」の番宣も兼ねての放送であった。
- 出演芸人（太字は当時100万円獲得者）
  - バナナマン（2005年1月3日放送回）
  - 劇団ひとり（2005年1月3日放送回）
  - フットボールアワー（2005年1月3日放送回）
  - タカアンドトシ（2006年3月1日放送回）
  - ブラックマヨネーズ（2006年10月6日放送回）
  - おぎやはぎ（2007年3月23日放送回）
  - チュートリアル（2007年9月28日放送回）
  - 博多華丸・大吉（2008年5月10日放送回）
  - 有吉弘行（2008年8月9日放送回）
  - 小籔千豊（2008年8月30日放送回）

## 出演者
司会
- ウッチャンナンチャン（内村光良・南原清隆）

※回によっては内村もしくは南原が挑戦者として出演することがある。内村は「ザ・テルヨシ」名義で2008年9月20日、2009年4月16日、2010年1月3日に、内村光良名義で2010年12月18日に挑戦し、4回目の挑戦で100万円を獲得した。南原は2025年2月24日に挑戦し、100万円を獲得した。なお、内村の挑戦中は南原が、南原の挑戦中は内村が1人で司会を務める。
※2006年10月6日の放送では立ち位置が逆になっていたがこれは本人たち曰く「ネタをする時と司会をする時は立ち位置が逆だから」。
- 小林麻耶（2009年3月まで、当時TBSアナウンサー）
- 出水麻衣（『日立 世界・ふしぎ発見!』と同時交代）

ナレーション
- 垂木勉

## ルール

### 基本ルール
5回のステージはそれぞれ1st、2nd、3rd、4th、Finalステージ（5th）と呼ばれる。
まず芸人がスタートおよびストップコールをかけると、100人の観客のうちランダムに5人が判定員として選ばれる。誰が選ばれたか挑戦者と観客には知らされないが、司会のウンナンやスタジオ席の芸人たちには知らされる。特番時や通常ルールでは全て同じ判定員だったがサバイバル、ピンモネアでは全て判定員がステージごとにシャッフルされることになった。
挑戦芸人は各ステージ毎に一発ギャグ・モノマネ・ショートコント・モノボケ・サイレントという5ジャンル（詳細は後述）からネタのジャンルをひとつ選び、その間に決めたジャンルに従い、1分の持ち時間の中でネタを行う。
1st - 4thステージでは観客判定員5人の内3人、Finalステージでは5人全員笑わせればクリアとなる。基本的に観客の歯が見えるとカウントされる（微笑むだけならばカウントされない）仕組みになっている。挑戦者はどの観客が判定員に選ばれたかを具体的に知ることはできないが、挑戦中に何人笑ったかは分かるようになっている。
各ステージの制限時間は一律で1分間。残り10秒になると警告音が鳴り、ステージの照明が黄色くなる。0秒になると照明が赤転する（この時に、笑っていない観客が笑うことが多い）。
全ステージクリアで賞金100万円が授与されるが、1st - 4thステージもクリア毎に賞金額は計上される。1st - 4thをクリアの度、次ステージに挑戦するか挑戦せずやめるかを決められる。やめればその賞金分が獲得できるが、挑戦して失敗すると獲得賞金は消滅し参加賞の100円だけになる（現在は参加賞については言及されない）。なおチャレンジ中に反則行為（おもに「サイレント」）をした上でチャレンジ成功の場合は失格となり参加賞100円ももらえないが、反則行為をした上でチャレンジ失敗の場合は100円はもらえる。

#### 演じるジャンル
一発ギャグ
文字通り一発ギャグで笑いを取る。持ちネタのある芸人に有利。一発ギャグは本来ツッコミを含まないが、本チャレンジではコンビ芸人等が一発ギャグの後にツッコミも絡めて笑いを取ることを許可している。番組が始まって約3年半Finalステージでの成功者はいなかったが、2008年11月22日放送のサバイバルSPで次長課長が初めてクリアした。2025年現在、Finalステージで挑戦した5組が7回成功している。
20 - 30秒ほどのものも多いが、本人が「一発ギャグだ」と言い張るなどして、大きな問題にはならない。モノマネしながら一発ギャグを言う芸人もいるが、これも許容されている。
レギュラー放送時代のサバイバルルールではFinalステージのジャンルに指定されていた。
モノマネ
その名の通り モノマネで笑いを取る。モノマネ芸人やモノマネを得意とする芸人に有利。
モノマネといっても芸能人・有名人だけではなく、動物や虫、機械などでもよい。モノマネと称してシチュエーションコント（あるあるネタ）を行う出場者もいるが、これも許容されている。
5つのジャンルの中で唯一、Finalステージでの成功率が0%のジャンルである。しかし例外として2016年12月6日放送の『THE GOLD RUSH〜イロモネアへの道〜』ではタイムマシーン3号がモノマネで5人全員笑わせイロモネア出場権を獲得した。
ショートコント
ショートコントで笑いを取る。普段からショートコントをする芸人には有利だが、漫才は不可のため漫才主体に活動している芸人（主に関西の芸人）には不利な場合も。多くの芸人は一発ギャグ、モノマネ、ショートコントの3ジャンルをツカミとして序盤に選択する。他にもいくつか戦略が確立されている。
「ショート」といってもネタの長さは人それぞれで丸一分間、一つのコントを演じる芸人もいれば数十秒ほどのコントを何回かやる芸人もいる。後者の場合、笑いがとれずに時間がなくなってくると一発ギャグに近いネタを出す傾向が見られる。
Finalステージでの成功者は意外と少なく、2015年現在では4組の芸人しか成功していない。
正月特番のゴールドラッシュではFinalステージのジャンルに指定されていた。
モノボケ
番組で用意された70種類の小道具を使ってモノボケで笑いを取る。小道具は多数あり、どれを使っても構わないし複数を同時に使ってもよい。5ジャンル全体を通してネタの分担や協力などの都合から人数が多いほど有利という傾向が存在するが、この傾向がとりわけ強くみられるジャンル。道具を棚から取り出し用意するのに時間がかかるのでピン芸人の場合は回転率がより悪くなるため。しかし、制約が緩いためかクリア可能性は他ジャンルに比べると比較的高く、5人全員を笑わせなければならないFinalステージにしばしば指定される。
ゴー☆ジャス（地球儀）やクールポコ（臼と杵）、髭男爵（ワイングラス）など、小道具で笑いを取る芸人についてはその小道具を禁止するというルールが採用されている。また、モノボケで用意された小道具を他のチャレンジで使うと失格となる（基本的にチャレンジ終了時点で小道具は片付けられる）。特例として大西ライオンの被り物のように、常に体に密着しているような物は使用が許されている（なお、大西は他ジャンルでも被り物を外して使用している）。
小道具の種類は不定期に変わり、2008年9月20日に放送されたSPでは「オリンピックがあったから」という理由でマネキンの服装が柔道着と競泳用パンツになっていた。一方、8年ぶりの放送となった2025年2月24日放送分ではほとんど種類が変わっておらず、出場芸人の反応に対して内村が「令和になっても変わりません」などと言及していた。
長らくFinalステージ成功回数が最も多いジャンルであったが、2025年2月24日放送分でサイレントにその座を譲ることとなった。
サイレント
顔芸や動きだけで笑いを取る。喋るのはNGのため、喋った時点で即失格（ただし、開始直後に喋るなど立て直しが可能な場合は再挑戦が認められる場合もある）となり、モノボケの小道具を使った場合も失格となる（なお、私物の使用は許可されている）。しかし、物音を立てたりすることはある程度までは認められている。
この番組で最も難しいジャンルとされており、2008年9月13日時点での成功率は60%と他のジャンルより格段に低い。ただし、2025年2月24日放送分にて3組がサイレントをFinalステージに選び成功したため、モノボケを抜いて最もFinalステージ成功回数が多いジャンルとなった。
3rd、4thステージに選ばれることが多いが中には難易度ゆえに芸人スピリットを駆り立てられるのか、Finalステージに敢えて選ぶ者もいる。
残り時間がギリギリになると、前のジャンルでやった同じネタを声を出さずに使い回す芸人も見られる（いわゆる「天丼」）。

### 特殊ルール
グルモネアを除く特殊ルールでは基本的に途中リタイヤは認められない。レギュラー化以降、イロモネア本戦への予選というべきコーナー「ゴールドラッシュ」が開始されるようになった（詳細）。さらに番組全体が特殊ルールで行われる事が多くなり、スペシャル以外で通常の「イロモネア」が行われることは少なくなっていた。
特番復帰後は特殊ルールは一切なく、通常の「イロモネア」に戻っている。

#### ゴールドラッシュ イロモネアへの道
「『イロモネア』への予選」という位置づけ。3週続けてクリアすると「イロモネア」本選への出場権を得る。審査委員長として南原清隆を含む10人前後の芸能人審査員がランダムで3-5人選ばれ（ルーレットは番号ではなく各芸能人の名前で表示される）、その全員が笑えばチャレンジクリア。本来はMCを務めている内村光良は舞台裏の中継を担当する。このコーナーの司会進行は土曜日19時時代までは小林麻耶、木曜日21時時代は出水麻衣であった。

#### 「イロモネア」サバイバルルール
基本ルールはこれまで通りだが、挑戦するジャンルの順番が回ごとに固定されているため出場芸人がジャンルごとにまとめて挑戦する形式（審査員はチャレンジごとにランダムで変わる）となっており、特番1期時の「ゴールドラッシュ イロモネアの夜明け」のような構成となっている。なお、ジャンルの順番は回によって異なるが、「サイレント」だけは基本的に4thチャレンジで固定されている。

#### ウンナン極限ネタバトル! ザ・ピンモネア
2008年11月8・29日の放送のみ、ウンナン・シチュエーション・バトル ザ・ピンモネアと表示されていた。
このルールでは普段ピン（1人）で活動しているピン芸人はもとより、コンビ・トリオ等のユニットで活動している芸人も全員がピンで挑む。1ステージごとに演じるシチュエーションおよび役柄が決められており、挑戦者はそのシチュエーションのセットや衣装の設定で演じながら審査員を笑わせる。サバイバルルール同様、挑戦する設定の順番は固定されており、出場芸人がステージごとにまとめて挑む（審査員はチャレンジごとにランダムで変わる）。途中リタイヤは不可。基本的に設定以外の小道具を持ち込んだりはしないが明確な基準は放送内で言及されていない（後述）。
セットによってシチュエーションに見合った格好の劇団員が用意されるが、最近ではコラボ企画としてTVドラマや映画などに出演している人気俳優が劇団員を務める場合もある。
イロモネアより非常に難しく、数々の実力者が脱落しており、100万円獲得者はわずか4名（ロケモネアを含む）。
- 2009年8月27日の2時間スペシャルではピンモネアのロケバージョンとしてロケモネアが放送された。この企画はいつものスタジオのセットではなく、芸人がステージごとに様々なスポットに出向き設定された役柄で審査員を笑わせる。審査員も普段とは異なり10名のタレントの中からチャレンジごとにランダムで5人選ばれる。またステージによって有名人に扮する衣装が用意されていたり、言葉を発してはいけないサイレントの条件で挑戦するチャレンジもある。
- 2010年2月11日の放送ではバレンタインスペシャルと称して、女性の恋愛にまつわる3つのステージに芸人達が挑戦し、全てクリアした芸人には「韓国エステ旅行」が送られる企画が放送された（後述）。

##### ピンモネアの各ステージの特徴
主に行われるシチュエーション。回によっては順序や設定が異なる場合がある。
- 1st：学校の教室。生徒役の「イロモネア劇団員」が必ず数名いる。挑戦者は先生の設定。
- 2nd：不定期、誰もいない部屋や窓拭きなど挑戦者が窓から入る設定が多い。
- 3rd：不定期、葬式や手術室などのシリアスな場面が多い。
- 4th：不定期、スポーツに関係した設定が多い。
- final：謝罪会見場。「謝罪人」の設定で100万円獲得に挑む。

#### ウンナン極限ネタバトル! ザ・グルモネア
このルールでは普段ピン（1人）で活動しているピン芸人は元より、コンビ・トリオ等のユニットで活動している芸人もピンで挑戦する。挑戦者の前には回転台が置かれており、挑戦芸人は各ステージでジャンルごとに流れて来る小道具や人物などを使い笑いを取る。簡単に言えば1人でやるイロモネアのモノボケに近いと思われる（賞金獲得システムも通常ルールと同じ）。
ジャンルはオヤジギャグ・ニックネーム・アフレコの3つのみが固定され第1回では通販・インタビュー、第2回では通販・インタビューに代わってクレーム・アニマルが追加、第3回ではクレームに代わってフレームINフレームOUT（ジャンル選択時は「フレームIN OUT」と記載）が追加された。また第1回と第3回では通常ルールと同じように芸人ごとにジャンルの順番を選べたが、第2回のみサバイバルルールと同様にジャンルごとの挑戦となった。

#### なりきりモネア
他のルールと異なりオープニングの1コーナーとして放送されている。芸人がある有名人に扮して中継先でネタを行い、その模様を生中継で見ているスタジオの一般審査員の中からランダムで選ばれた5人全員を笑わせればクリア。出場芸人は本来のグループ以外に各メンバーが単独で挑戦する場合もある。クリアした芸人には100にちなんだ商品（ポテトチップス100袋など）が贈られる。
2009年8月27日のピンモネアのロケバージョンとしてロケモネアの2ndステージにも放送されており、基本は同じだか有名人になりきらず、本人のままでもOK。
2010年1月3日の放送では2ステージ制の「なりきりモネアSP」が放送された。これは普段のTBS正面入り口での1stステージをクリアした芸人が、スタジオで組まれた神社のセット内で2ndステージに挑戦し、両方のステージをクリアした芸人に商品としてハワイ旅行が贈られた。なお、第1ステージと第2ステージで扮する有名人は同一でも別々でもよく、その類の規定はなかった。

#### 10モネア
このルールでは他のチャレンジとは異なり、ジャンルはショートコントのみ。出場芸人がゲスト審査員の中から選ばれた5人中3人を笑わせるとクリアとなり、10ラウンド連続でクリアすると賞金100万円獲得となる。なお、制限時間などの厳格な規定はなく、1回のネタ中に何回ボケても良くいつネタが終わるかは芸人次第となる。ちなみに、セットはゴールドラッシュ（後述）のように芸人の乗っているセットが上下して入退場が行なわれる仕組みになっている。
芸人の登場時に芸人の紹介分が画面下にテロップで流れる。2010年2月11日の放送では、芸人のチャレンジの大半がダイジェストで短縮放送された。

#### パーツモネア
2010年2月18日に放送。他のルールと違って芸人によるネタの披露などは一切なく、女性芸人とアイドルが3人1チームで対決する。各ラウンドごとに体の一部のパーツのみを公開し、5人の男性審査員がどちらが美しいと思ったか審査する。3ラウンド制で勝ったチームにはエステ等を楽しめる韓国旅行が贈られる。司会は内村と出水アナで行なわれ、南原は審査委員長を務めた。
タイトルに「モネア」がついているだけで、イロモネアの片鱗は最早無くなってしまっている。司会の内村でさえも、放送内で「イロモネアどこ行ったの〜!?」と絶叫していた。
次番組『ウンナンのラフな感じで。』で同様の企画「パーツビューティーコンテスト」が放送されている。

#### ザ・早ボケハウス123
他のルールと異なるクイズ企画。3人の芸人にイロモネアの収録だと知らせず偽のロケ番組を収録し、南原とゲスト芸能人は芸人達が収録時に最初にボケた順番を当てる。回答発表後にボケの部分を中心に編集されたロケVTRを視聴して正解が発表される。芸人達はスタジオに来た時点で半ばドッキリ番組のように偽企画と知らされる仕組みで、VTRではボケが何度も放送されたりダイジェストで振り返る演出も行なわれる。司会は内村と出水アナ。なお、タイトル通り『ザ・ベストハウス123』のパロディ企画であり、VTRの編集（ボケた順番を順位形式で発表、ボケの詳しい解説が行われる）やスタジオの雰囲気も元ネタに似せて製作されている。

## 賞金額

### イロモネア 通常ルール
| ステージ      | クリア条件           | 賞金        |
| ------------- | -------------------- | ----------- |
| 1stステージ   | 5人中3人笑えばクリア | ￥1,000     |
| 2ndステージ   | 5人中3人笑えばクリア | ￥10,000    |
| 3rdステージ   | 5人中3人笑えばクリア | ￥100,000   |
| 4thステージ   | 5人中3人笑えばクリア | ￥500,000   |
| Finalステージ | 5人全員笑えばクリア  | ￥1,000,000 |

### イロモネア サバイバルルール
| ステージ      | ジャンル       | クリア条件           | 賞金        |
| ------------- | -------------- | -------------------- | ----------- |
| 1stステージ   | ショートコント | 5人中3人笑えばクリア | なし        |
| 2ndステージ   | モノボケ       | 5人中3人笑えばクリア | なし        |
| 3rdステージ   | モノマネ       | 5人中3人笑えばクリア | なし        |
| 4thステージ   | サイレント     | 5人中3人笑えばクリア | なし        |
| Finalステージ | 一発ギャグ     | 5人全員笑えばクリア  | ￥1,000,000 |

途中リタイヤ不可。1stステージとファイナルステージが入れ替わることもある。

### ピンモネア
| ステージ      | クリア条件           | 賞金        |
| ------------- | -------------------- | ----------- |
| 1stステージ   | 5人中3人笑えばクリア | なし        |
| 2ndステージ   | 5人中3人笑えばクリア | なし        |
| 3rdステージ   | 5人中3人笑えばクリア | なし        |
| 4thステージ   | 5人中3人笑えばクリア | なし        |
| Finalステージ | 5人全員笑えばクリア  | ￥1,000,000 |

### ロケモネア
| ステージ      | シチュエーション | クリア条件           | 賞金        |
| ------------- | ---------------- | -------------------- | ----------- |
| 1stステージ   | 釣堀             | 5人中3人笑えばクリア | なし        |
| 2ndステージ   | テレビ局の入口   | 5人中3人笑えばクリア | なし        |
| 3rdステージ   | 動物園           | 5人中3人笑えばクリア | なし        |
| 4thステージ   | 公園             | 5人中3人笑えばクリア | なし        |
| Finalステージ | ボウリング場     | 5人全員笑えばクリア  | ￥1,000,000 |

### グルモネア
| ステージ      | クリア条件           | 賞金        |
| ------------- | -------------------- | ----------- |
| 1stステージ   | 5人中3人笑えばクリア | ￥1,000     |
| 2ndステージ   | 5人中3人笑えばクリア | ￥10,000    |
| 3rdステージ   | 5人中3人笑えばクリア | ￥100,000   |
| 4thステージ   | 5人中3人笑えばクリア | ￥500,000   |
| Finalステージ | 5人全員笑えばクリア  | ￥1,000,000 |

### 10モネア
| ステージ | クリア条件           | 賞金        |
| -------- | -------------------- | ----------- |
| Round1   | 5人中3人笑えばクリア | なし        |
| Round2   | 5人中3人笑えばクリア | なし        |
| Round3   | 5人中3人笑えばクリア | なし        |
| Round4   | 5人中3人笑えばクリア | なし        |
| Round5   | 5人中3人笑えばクリア | なし        |
| Round6   | 5人中3人笑えばクリア | なし        |
| Round7   | 5人中3人笑えばクリア | なし        |
| Round8   | 5人中3人笑えばクリア | なし        |
| Round9   | 5人中3人笑えばクリア | なし        |
| Round10  | 5人中3人笑えばクリア | ￥1,000,000 |

### ゴールドラッシュ（2006年 - 2008年の年始）
| ジャンル       | クリア条件           | 賞金                                 |
| -------------- | -------------------- | ------------------------------------ |
| 一発ギャグ     | 5人中3人笑えばクリア | なし                                 |
| モノマネ       | 5人中3人笑えばクリア | なし                                 |
| モノボケ       | 5人中3人笑えばクリア | なし                                 |
| サイレント     | 5人中3人笑えばクリア | なし                                 |
| ショートコント | 5人全員笑えばクリア  | ￥1,000,000&ザ・イロモネア出場権獲得 |

### ゴールドラッシュ（2008年の年始以降）
| ステージ                                          | クリア条件          | 特典                     |
| ------------------------------------------------- | ------------------- | ------------------------ |
| 1週目（1回目）チャレンジ・ラウンドワン            | 3人全員笑えばクリア | なし                     |
| 2週目（2回目）チャレンジ・ラウンドツー            | 4人全員笑えばクリア | なし                     |
| 3週目（ファイナル）チャレンジ・ファイナルラウンド | 5人全員笑えばクリア | ザ・イロモネア出場権獲得 |

## 挑戦者
バナナマン（設楽統・日村勇紀）
- 初挑戦は2005年1月3日放送の『ウンナン芸人道祭'05』。
- 100万円獲得回数：4回（設楽はピンも含めると5回）
- 通算挑戦回数：17回、日村・設楽共にSPユニット（日村＆バカリズム、なんでもアリタっ!）での出場を含めると18回
- 特殊ルール回挑戦回数:『ザ・ピンモネア』=日村5回・設楽4回、『ザ・グルモネア』=日村・設楽各1回、『なりきりモネア』=日村2回・設楽1回、『10モネア』=1回
- 2025年現在、番組最多出場記録、最多100万円獲得記録を持つコンビ。自称「ミスターイロモネア」「イロモネア出身芸人」の異名を持ち、この番組にかける思いは他の芸人よりも遥かに強い。2005年1月3日『ウンナン芸人道祭'05』から2007年9月28日『ザ・イロモネア6』まで全挑戦者の中で唯一7戦連続で出場していた芸人である。また、初期の特番時代ではTIMと共にトップバッターを務めることが多かった。
- 非常に安定感のあるコンビで、未だ3rdステージ以前で失敗した経験が無い。 「前回やったネタをまた今回もやる」という傾向が強い。
- 出演後期はステージクリア後の内村の「◯◯（次の）ステージ、やりますか?」の振りに対し、日村が内村の方を向いて「やりまーす!!」と大声で叫ぶやり取りも定番になっている。
- 番組内で披露するネタの中で最も代表的なものが日村の「子供の頃の貴乃花」のものまねであり、毎回必ず1stステージでモノマネを選択し[注 87]、このものまねを披露する事が『お約束』となっている（番組内では「もはや名人芸」と評された）。しかし2007年9月28日放送回の1stステージのみ『貴乃花』ではなく、『郷ひろみ』のものまねを披露している[注 88]。
- この他にも代表的なネタとして「最初のキッスは15の春!」「5.4.3.2.1!の前にビ~ン!」「こんな笑い方は嫌だ」「いっこく堂のものまね」「（設楽が車掌役で）やべ、屁ぇこいちった」「ピストル」「殺陣（サイレント）」「一回百円（サイレント）」などがある。また、2007年9月28日放送回ではモノボケの際、日村がピアニカでTM NETWORKのGet Wildを演奏して笑いを取る通称「Get Wild芸」を披露し、以降同番組内ではこれが定番のネタとなった。そして2010年12月18日の放送ではFinalチャレンジのモノボケの際、最初にこの「Get Wild芸」を披露していきなり5人中4人を笑わせる事に成功し、その後の100万円獲得に大きく貢献した（チャレンジ終了後、インパルス板倉から「日村さんの『Get Wild芸』は能とか狂言とかに並ぶレベル」と評された）。
- 2007年3月23日の放送では、設楽の自宅が収録の6時間前に火事になり、そのまま収録へ向かうこととなった。モノボケおよびサイレントではその火事を自虐的なネタにして[注 89]クリアし、6回目の挑戦で初の100万円獲得を成し遂げた。そのドロドロに焼けた携帯電話を見て、南原は「お前これある意味宝物だよ!」、内村は「水戸黄門の印籠以来の衝撃」とコメントした。
  - 同回にて全芸人のチャレンジ終了後、司会者のウンナンと挑戦者全員で設楽が持つドロドロの携帯電話を使って番組初の記念撮影を行った。しかし、左端で「ちゃ〜」のポーズを決めていたたむらけんじがフレームに収まらず、1人だけ見切れてしまうというハプニングが起きた。
- 2008年4月26日の放送において2ndチャレンジ「一発ギャグ」で日村が「最低ソング」と称して『2億4千万の瞳』の替え歌を披露したが、あまりに最低な内容だったため歌詞の一部が効果音で消され、日村の口元もタイトルロゴで隠される自主規制が行なわれた。
- 2008年7月5日放送回では50万円の4thチャレンジのサイレントにて、残り8秒で日村が「馬鹿カラス、バカー!」と声を出した。このネタで審査員5人中3人の笑いをとったものの失格、参加賞の100円も無しとなった。皮肉にも、同じサイレントにて髭男爵のグラスの音で設楽が物言いをつけた翌週の出来事であった。
  - この回で失態を起こしてしまった日村は2008年8月9日の放送内に登場した際にも、南原から「問題児! 番組潰す気か!」とツッコまれた。日村は即座にその事を謝罪するも、トークの最中に番組名を間違える（「ミスターイロモネア」と言うところを「ミスターミリオネア」と発してしまう）という更なる失態を犯し、相方の設楽にも急かされる形で更に謝罪を行う事となった（この時設楽は日村の耳許に向かって「頭が真っ白になって…」と囁き、当時話題になっていた船場吉兆の謝罪会見をモチーフにした謝罪を行っていた）。この一連の出来事以降、日村の謝罪は番組内ではすっかりお馴染みになり、若手の意味不明な言動に周りが振り回されたり相方の設楽が生意気な発言をしたりすると、その場を何故か日村が謝罪して丸く収めるという流れが定番化した。
- 2009年10月15日に放送された『関口宏の東京フレンドパークII』とのコラボSPにコンビで出演した際、設楽が「ザ・ピンモネア」のステージにて「パペットマペットの正体は実は自分であった」というような"ネタ"を披露していたが、この回の影響が強かったのかO.A.後「設楽統とパペットマペットは同一人物である」という全くのデマがネット上などでまことしやか流れてしまった事があった。実際は、設楽とパペットマペットは全くの別人である。
- 2010年1月3日の新春スペシャルでは日村がバカリズムと組んで『日村&バカリズム』名義で、設楽がくりぃむしちゅー有田哲平と組んで『goomo所属・なんでもアリタっ!』名義でそれぞれイロモネア本戦に出場した（詳細は後述）。
- 2011年3月25日の放送内のチャレンジに成功し通算3度目の100万円獲得。尚、この時獲得した賞金はバナナマンの意思で全額東日本大震災の義援金として寄付された。
- 2011年9月17日放送回の「ザ・イロモネア 笑わせたら100万円SP」の出場を最後にイロモネアには長らく出演していなかったが、2016年12月26日にウンナンに代わり、若手芸人が出演するゴールドラッシュのMCとして約5年ぶりに番組復帰した。その後2025年2月24日の8年ぶり復活SPで14年ぶりにチャレンジャーとして復帰し、史上初となる通算4度目の100万円獲得を達成した。
- レギュラー期に放送された特殊ルール回4つ全て（『ザ・ピンモネア』『ザ・グルモネア』『なりきりモネア』『10モネア』）に出場経験がある。彼ら以外でこれを経験しているのはアンガールズ、トータルテンボス、ナイツ、鈴木Q太郎(ハイキングウォーキング)のみである。また日村はピンモネアに5度出場しており、これはピンモネアにおいて2025年現在の最多出場記録。
- イロモネア本選以外でも、単独で設楽は2009年11月26日放送内のピンモネアでも100万円を獲得しており、番組内で100万円獲得を五度経験している唯一の芸人である。

柳原可奈子
- 初挑戦は2007年9月28日放送の『ザ・イロモネア6』。
- 100万円獲得回数：2回
- 通算挑戦回数：16回、SPユニット（可奈子と夏子）での出場を含めると17回
- 特殊ルール回挑戦回数:『なりきりモネア』=2回
- 番組内において屈指の安定感を誇る芸人の1人。2007年に初出場して以降、順調に出場回数を重ねていき、2016年1月2日放送回にて16回目の出場を果たした。これは女性芸人・ピン芸人としての最多出場記録で、全体でもバナナマンに次いで2番目に多い。2017年は同じく女性ピン芸人の横澤夏子とコンビを組んで「可奈子と夏子」名義で出場した。
- 初挑戦でいきなり100万円を獲得。順調な滑り出しだったが、その後は幾度となく挑戦するも長きに渡って失敗が続き、11回連続チャレンジ失敗という番組記録を打ち立ててしまう（後に友近もこれに並ぶ）。しかし、13戦目の2013年1月4日の放送内でチャレンジに成功し、約6年ぶり通算2度目の100万円獲得を果たした。尚、女性芸人で100万円を複数回獲得しているのは2016年時点で柳原だけ。
- 初挑戦時の4thチャレンジにて、「モノボケ」で最初に持ちギャグの「いらっしゃいませ〜」を言った瞬間に審査員3人が笑ったため小道具に一切触れずクリアという異例の事態が起きてしまった事がある。
- 特番第2期となってからはほぼ毎回出場しているが、2014年1月4日放送回と2025年2月24日放送分は出演無し。

次長課長
- 初挑戦は2005年10月7日放送の『ザ・イロモネア2』。
- 100万円獲得回数：2回
- 通算挑戦回数：13回（これはバナナマン、柳原に次いで3番目に多い）。
- 特殊ルール回挑戦回数:『ザ・ピンモネア』=河本・井上各1回、『ザ・グルモネア』=河本・井上各1回、『なりきりモネア』=河本1回
- 初挑戦でいきなり100万円を獲得。その後、しばらくは100万円獲得から遠ざかっていたが、2008年11月22日のサバイバルSPにて約3年ぶりに100万円を獲得した。これによって次長課長はサバイバルルールでの初の100万円獲得者となったと同時に、インパルス以来2組目の複数回100万円獲得者ともなった。さらにFinalステージを『一発ギャグ』でクリアしたが、番組では「Finalステージが『一発ギャグ』でのクリア率は0％」（2008年9月14日放送より）と謳っていたため、Finalステージが「一発ギャグ」での初の100万円獲得者にもなった。
- イロモネアにおける挑戦者の中でも抜群の安定感を誇り、過去に出場した13回全てにおいて必ずFinalステージにまで進出している。これは10回以上出場している芸人の中では唯一の記録であり[注 90]、次長課長のコンビとしての実力の高さが窺える。しかし、その一方で「（Finalステージにて）残りあと1人を笑わせられず敗退」という大変惜しい状況を味わう事も他の芸人と比べると非常に多く、ある種最も番組内における不運なコンビとも言える。
- 2006年3月1日の放送内でラストでモノボケにチャレンジした際、終盤まで残り一人の審査員がどうしても笑わず、追い込まれた河本がすかさず傍にあったピンポン玉の入った容器を取り出し、井上に向かって「興毅! 興毅!」と言いながらピンポン玉を投げつける（井上はそれを避ける）「亀田興毅と父・亀田史郎の練習風景のものまね」を披露。だが結局その一人は笑わず、ここでのチャレンジはあえなく失敗してしまう。これ以降、この「亀田興毅」のギャグがモノボケにおける彼らの鉄板となった。
  - その後も番組内では次長課長とピンポン玉は因縁めいた関係となり、2009〜2011年はラストチャレンジでモノボケを披露する際、終盤で追い込まれると必ずこの「興毅ネタ」を披露していた(ただ、2009年4月16日放送回ではチャレンジ敗退後に「忘れていた」模様)。しかし、この興毅ネタで審査員を笑わせて100万円を獲得した事は2016年時点でまだ一度も無く、番組内ではこの一連の流れを「興毅の呪縛」と紹介した。2013年以降は「封印」したらしく、披露する事は無くなっている。
  - 余談だが2006年10月6日の放送内にて、たむらけんじに「興毅ネタ」をパクられるという憂き目に遭っている（しかもたむらはクリアした）。
- 特徴として、毎回必ずFinalステージに「モノボケ」を持ってくる[注 91]。
- 初期の特番時代では、同じく共に出演頻度の高かったバナナマンに対抗意識を燃やしており「自分たちこそ『ミスターイロモネア』だ」と張り合っているシーンも多々見受けられた。
- 2008年4月12日の放送内では、河本は「オールスター感謝祭」へ出演した際に同番組の企画「ヌルヌル相撲」で怪我をした影響で肋骨を骨折しており、その怪我を押しての出場となった。また、この回の1stステージ「ショートコント」内では井上が機転を利かして「ショートコント、ヌルヌル相撲!」と発して河本の怪我を逆手に取って笑いを取り、そのステージをクリアしていた（河本自身は半ば呆れながら「やらへんわ!」とツッコんでいた）。
- 河本は2009年6月4日の『ザ・ピンモネア』で2ndステージで敗退したことがあるが、井上は特殊ルールを含め1度も4thステージまで敗退した経験がない。

小島よしお
- 初挑戦は2007年9月28日放送の『ザ・イロモネア6』。
- 100万円獲得回数：2回
- 通算挑戦回数：ピンで10回、SPユニット（Team 消えたくない二人、マッスルスリー、マッスルフォー）で2回の計13回
- 特殊ルール回挑戦回数:『ザ・ピンモネア』=3回、『ザ・グルモネア』=1回、『なりきりモネア』=1回
- 「一発屋」のイメージが強い芸人だが、2007年に初登場してから同番組には定期的に出演し続けている。基本勢いで押すネタが多く、一発ギャグも自身が前々から活用していたものにアレンジを施したものを披露する事が多い。代表的な例に「そんなの関係ねぇ 4倍速ヴァージョン」などがある。
- 2008年8月2日の放送回にて、5回目の挑戦で自身初となる100万円獲得を果たした。
  - チャレンジ終了後に語られた小島のトークによると、前回のチャレンジ（2008年7月5日放送回）にて1stステージ敗退を喫した後、自身のマネージャー、友達、親族など様々な所からプレッシャーがかかってきたという。特にマネージャーからは「小島さん、本当にそろそろ終わりますよ」と厳しい言葉を投げかけられていた。そのような状況下でのクリアであったため、小島はクリアした瞬間地面に向かって「俺はやったぞー!」と叫ぶなど狂喜乱舞していた。
- 2009年5月21日放送のグルモネアでは史上2人目の100万円獲得を達成。この時、Finalステージの「オヤジギャグ」では広辞苑が流れてきた際に小島のボケが効果音で消され口元も×印で隠されたが、放送内ではこの内容については触れられず何を言ったかは不明。
- 2008年5月10日の放送内での2ndチャレンジの「モノボケ」で残り時間0.5秒の所で審査員5人中4人が笑いクリアという番組史上初の1秒未満でのクリアを達成した。しかし、Finalチャレンジの「ショートコント」失敗により100万円は出なかった。
- 2015年1月5日放送回では狩野英孝と共に「Team 消えたくない二人」の一員として、更に2016年1月2日放送回ではオードリーの春日俊彰、なかやまきんに君等と共に「マッスルスリー」の一員として出場する[注 92]など、近年はピンでは無く他の芸人とユニットを組んで出場している。

アンガールズ
- 初挑戦は2005年1月3日放送の『ウンナン芸人道祭'05』。
- 100万円獲得回数：2回（田中はピンも含めると3回）
- 通算挑戦回数：12回
- 特殊ルール回挑戦回数:『ザ・ピンモネア』=田中・山根各3回、『ザ・グルモネア』=田中・山根各1回、『なりきりモネア』=田中・山根各2回、『10モネア』=1回
- 初期の特番時代から出場しているが、この頃は苦戦続き。初挑戦時は1stステージで敗退、その後も1st〜2ndステージでの早期敗退・得意なはずのショートコントでも惨敗など、レギュラー放送中期まではかなりイロモネアとの相性が悪かった。転機が訪れたのは2009年2月21日の放送回からで、この頃から田中のキモキャラが番組内でも遺憾なく発揮され、順調に各ステージを勝ち進み初の100万円獲得を果たした。更に同年5月14日にも100万円を獲得し[注 93]、番組史上3組目の2連覇を達成した。尚、どちらともサバイバルステージでのクリアであり、サバイバルステージで2連覇を達成した事のある芸人は2025年時点でアンガールズのみ。また3rdステージのモノマネで田中が高木晋哉(ジョイマン)を披露しわずか4秒でクリアした。
- 田中はその容姿を活かして、「どうも〜!骸骨で〜す!」などといったギャグを披露する事が多い。一方で山根は「お城ギャグ（お城の雰囲気を自分の顔面を変形させて顔で表現する、いわゆる顔芸）」などの持ちネタがある。基本的には田中の方が笑いをとることが多い。
- レギュラー期に放送された『イロモネア』以外で〇〇モネアと呼ばれる特殊ルール回4つ（『ザ・ピンモネア』『ザ・グルモネア』『なりきりモネア』『10モネア』）全てに出場経験がある。彼ら以外でこれを経験しているのはバナナマン、トータルテンボス、ナイツ、鈴木Q太郎(ハイキングウォーキング)のみである。
- 田中は2009年8月27日放送内の「ロケモネア」でも単独で100万円を獲得しており、番組初の3冠達成者となった。

FUJIWARA
- 初挑戦は2005年1月3日放送の『ウンナン芸人道祭'05』。
- 100万円獲得回数：1回
- 通算挑戦回数：11回
- 特殊ルール回挑戦回数:『ゴールドラッシュ（正月特番）』=1回、『なりきりモネア』=原西2回・藤本1回
- 番組第1回から出演している常連である。また、レギュラー放送内のイロモネア本選の最多出場記録保持者でもある（通常ルールで4回、サバイバルルールで3回出場と計7回出場している）。
- 2008年8月30日の放送内で、6回目の挑戦で念願の100万円を獲得。残り2秒でのギリギリのクリアであった（ジャンルはモノボケ）。しかし、これ以降は100万円獲得は無い。
- 番組内ではやはり一発ギャグを得意とする原西の活躍が目立ち、逆に藤本はネタを披露してもウケない事が多い。代表ネタに「勢いモノマネ（原西）」「文房具ギャグ『はさみ』（藤本）」などがある。
- 近年は番組内で他の芸人がチャレンジしている際に藤本がお得意の「ガヤ」を入れることが多く、チャレンジ以外の所で目立つことが多い。
- 常連組では珍しく、過去9回のFinalステージで、前述の次長課長のような「あと1人を笑わせられず敗退」を経験したことが本戦では一度もない(正月特番の「ゴールドラッシュ」では経験している)。

友近
- 初挑戦は2005年10月7日放送の『ザ・イロモネア2』。
- 100万円獲得回数：1回
- 通算挑戦回数：11回
- 特殊ルール回挑戦回数:『ザ・ピンモネア』=4回、『なりきりモネア』=2回、『10モネア』=1回
- 初期の頃から出演し、番組内では器用な芸風を活かして挑んでいるが、その実力に反し2025年時点で未だにイロモネア本選での100万円獲得経験が無い。初の100万円獲得はイロモネアでは無く、レギュラー放送最終回での「10モネア」内であった（ちなみに、この日は友近の出番が最後であったため、「レギュラー放送内で最後に100万円を獲得した芸人」となった）。
- イロモネア本選で100万円を獲得していない芸人の中では最多出場を誇る。更に2015年1月5日放送回でもチャレンジ成功出来なかったため、柳原可奈子以来となる「11戦連続チャレンジ失敗」という不名誉な記録を樹立してしまった。
- レギュラー放送当時、恋人関係にあったなだぎ武と同番組内で共演した事がある。

劇団ひとり
- 初挑戦は2005年1月3日放送の『ウンナン芸人道祭'05』。
- 100万円獲得回数はピンで3回，SPユニット「チーム太田プロ」で1回の計4回
- 通算挑戦回数はピンで9回，SPユニット「チーム太田プロ」で1回の計10回
- 特殊ルール回挑戦回数:『ザ・ピンモネア』=1回
- 特番第1回内でのインタビューから見て分かるとおり当時からこの番組に並々ならぬ熱意を持っており、内村からは「劇団ひとりが一番この番組に賭けている」という風に言われていた。
- その持ち前の演技力の高さを生かしたネタを披露する事が多い。例えばモノマネ一つとっても「好きな人との別れ際の駅員さんのものまね」「キスをした時の消防士さんのものまね」「ダチョウ倶楽部のあの流れをドラマチックに」など、かなり演技力を生かした独特なものが多い。しかし、時折常軌を逸した行動を取ることもあり、例として2005年10月7日放送回では4thステージのサイレント内で追い込まれてステージ上で唾を垂らした事もある（唾は「自主規制」のロゴマークで隠されていた）。
- 2006年3月1日で初の100万円獲得を果たす。更に2009年4月16日の放送で約3年ぶりに出場し、通算2度目の100万円獲得、ピン芸人初の2連覇を達成した。更にまたその3年後の2012年3月29日の放送でも100万円を獲得した。
- 2005年10月7日放送回では1stステージでモノマネを披露しクリアするも自身が思っていた以上に手応えが無かったのを肌で感じ、恐怖心からその後のチャレンジを辞退しようとした。しかし司会のウンナンや周りの芸人たちから説得され、話し合いを重ねた結果「10万（3rdステージクリア）だったら、誰も文句言わないよ」と内村に諭され、その時点ではひとりは3rdでチャレンジを終える事を決意。その後、3rdステージをクリアしてひとりは歓喜するが、今度は周りの芸人から逆に「やめちまえ!」と野次を飛ばされ,その挑発にまんまと引っかかってしまい、4thステージもチャレンジする羽目に。結果同ステージで敗退してしまい、チャレンジ終了後ひとりは「誰だやれっつったの!」「ずるいよ! こんなのほぼ途中で辞めちゃダメってルールじゃないすか!」と絶叫した。
- 同事務所かつ同期である有吉弘行の態度の悪さに対してバナナマンと共に飛ばす辛辣な野次は当番組の名物となっており、半ばお約束的な展開となっている。しかし、2025年2月24日放送回でユニットを組んでチャレンジした際は、なぜか弟子のような態度をとっていた。
- 2012年3月29日放送回の「ザ・イロモネア 笑わせたら100万円SP」の出場を最後にイロモネアには出演していなかったが、2025年2月24日放送回にて13年ぶりに出演。自身は4thチャレンジ・ショートコントで敗退してしまうも、ひとりの「個人戦と団体戦、どちらも出たい」という意向から、有吉弘行・タイムマシーン3号・アルコ&ピースと共に「チーム・太田プロ」として再び登場し、自身4度目となる100万円を獲得した。

インパルス
- 初挑戦は2005年1月3日放送の『ウンナン芸人道祭'05』。
- 100万円獲得回数：3回
- 通算挑戦回数：9回
- 特殊ルール回挑戦回数:『ザ・ピンモネア』=板倉2回
- 番組初の100万円獲得者であり、また番組初の2連覇（100万円2回連続獲得）を達成した芸人でもある。他にもバナナマン、アンガールズ、劇団ひとりが2連覇を達成しているが（アンガールズはサバイバルステージでの2連覇）、チャレンジ失敗未経験のまま2連覇を達成した芸人は2016年時点でインパルスのみ。
- 挑戦時の傾向として、1st~3rdステージの間に「一発ギャグ」「モノマネ」「ショートコント」を消化していき、4thで「サイレント」、Finalで「モノボケ」にチャレンジする、という流れで毎回挑戦している。しかし、2013年3月20日の放送では1stステージでサイレントを選択しクリアした。
- 上記の通り2連覇を達成しているものの、2005年4月5日のチャレンジ成功を最後に調子を落とし、しばらく100万円獲得から遠ざかっていた。しかし、2012年3月29日の放送内ではチャレンジに成功し、約7年ぶりに100万円を獲得した。チャレンジ終了後、2人は久々の100万円獲得に喜ぶあまり、思わず真剣なコメントを残していた。
- 2006年10月6日の放送から、チャレンジ前のトークにて司会のウンナンが堤下に対して「あれ? ブサイクだな〜?」「豚はどう?」などとコメントを振ってイジリ、それに対して堤下が激しくツッコミを入れるという流れが定番化している。また堤下はその体型を活かしてチャレンジ内（主にモノボケ内）でドラえもんに出てくる「ジャイアン」や「ジャイ子」のモノマネをする事が多い（対照的に痩せている板倉は「骨川スネ夫」のものまねをする事がある）。

品川庄司
- 初挑戦は2005年4月5日放送の『ザ・イロモネア』。
- 100万円獲得回数：0回（庄司はピンで1回獲得）
- 通算挑戦回数：3回、庄司はピンでの出場分を含めると8回
- 特殊ルール回挑戦回数:『ザ・ピンモネア』=庄司2回
- 初挑戦の1stステージでいきなりサイレントを選択し、クリアした経験のあるコンビ。尚、1stステージでサイレントを選択してクリアした事のある芸人は彼らとほっしゃん。とインパルスのみ。しかし、その後Finalステージ「一発ギャグ」まで進むも残り一人を笑わせる事が出来ず敗退した。次の「ザ・イロモネア2」にも出場したが、こちらは1stステージ敗退（ちなみにこちらも「一発ギャグ」）と早くも辛酸を舐める結果となった。
- 2008年4月12日の放送回にて約2年半ぶりの出場を果たす。
  - ところがこの回の100万円のFinalチャレンジのサイレントにて、残り5秒で庄司がモノボケのシャンプーハットを使用するという反則行為を行った（披露したネタは「エリマキトカゲのものまね」）。これが功を奏し審査員5人全員の笑いをとったものの、反則行為を行ったという事で失格となり、当然賞金100万円は没収された[注 94]。
  - 他にもバナナマンと麒麟とロッチが同じくサイレントで反則行為を行い失格になっているが、この3組は「サイレントで喋った」ことが原因であるのに対し、品川庄司の場合は「モノボケの小道具を他のチャレンジで使用した」ことが原因であり、サイレント以外のチャレンジでも失格になるという、大変珍しいケースであった。
- コンビとしては2008年4月12日の放送を最後に出場していないが、2013年3月20日からは庄司のみ「庄司智春」名義でピンとして出場するようになった。元々コンビで活動している芸人の片方がコンビの解散などをしないで出場するのはカンニング竹山以来2組目[注 95]。毎回最初は正装をしているが、チャレンジの際には2人とも服を脱いで下半身に赤ブリーフのみの裸姿で挑戦している。
  - 2014年1月4日放送回での出場ではトリを務めた。
  - 2015年1月5日放送回ではチャレンジ成功を果たし、念願の100万円を獲得した。チャレンジ終了後、庄司は嬉しさのあまり大ハシャギし、その後感動のあまり泣きそうになっていた。そしてカメラに向かって妻に「チャンス掴んだぞ!」と叫ぶやいなや、最後には「（ミキティー!!ではなく）品川祐ー!!」と相方の名を叫んでいた。
  - 2016年1月2日放送回では、3rdステージ敗退に終わった。
  - 2017年1月2日放送回では小島よしお、なかやまきんに君、オードリー春日らと共に「マッスルフォー」として出場した健闘虚しくがFinalステージ敗退に終わった。

ザ・たっち
- 初挑戦は2006年10月6日放送の『ザ・イロモネア4』。
- 100万円獲得回数：1回
- 通算挑戦回数：8回
- 特殊ルール回挑戦回数:『ザ・ピンモネア』=たくや・かずや各1回、『なりきりモネア』=1回『10モネア』=1回
- お馴染みの「幽体離脱」や「タッチ」、など双子ならではのネタを披露する事が多い。またモノマネでは「おすぎとピーコ」や「江原啓之と美輪明宏」、「Mr.Childrenの櫻井和寿」、「高山vsドン・フライ」などのマニアックな人物や、「クロロフォルム」などのブラックなネタを披露することもある。
- 「ザ・イロモネア5」内での1stチャレンジ「モノマネ」の際、審査員3人が終了時間ギリギリで笑ったが審議の結果タイムオーバーによりチャレンジ失敗になった経験がある。
- 2009年1月31日放送のザ・ピンモネアに出場した際、かずやは1stステージ「テストを見回る教師」のシチュエーションで制限時間内に審査員を誰1人として笑わせられなかった。また、同日のピンモネアで相方のたくやも4thステージ「DJ」のシチュエーションで制限時間内に審査員を誰1人として笑わすことが出来ず、兄弟揃って同じ日に同じ屈辱を味わうこととなった。
- 2011年3月25日放送回の「ザ・イロモネア 笑わせたら100万円SP」の挑戦を最後にイロモネアには出演していない。

ロバート
- 初挑戦は2011年9月17日放送の『ザ・イロモネア2時間SP』。
- 100万円獲得回数：1回
- 通算挑戦回数：8回
- 初挑戦で初めて100万円を獲得し、その後一躍常連組の仲間入りとなった。またキングオブコント王者の中で出場回数が一番多い。
- インパルス同様、チャレンジの傾向として1stで「一発ギャグ」、2ndから4thで「モノマネ」「ショートコント」「モノボケ」を選択、Finalで「サイレント」という流れで毎回挑戦している。
- 初出場の2011年9月17日放送回から2017年1月2日放送回まで8回連続で番組に出場しており、番組の最多連続出場記録である。
- チャレンジではやはり3人の中心である秋山が活躍する事が多い。
- 2012年3月29日の放送内で、Finalチャレンジの「サイレント」で山本と馬場が飛び上がるネタで喋ってしまい、内村がネタを中断させるが失格にはならず再チャレンジということになった。さらに同じ回ではんにゃの川島も「サイレント」で喋ってしまうが、同じく再チャレンジとなり失格扱いにはならなかった（結果はどちらもFinalチャレンジ敗退）。

森三中
- 初挑戦は2005年4月5日放送の『ザ・イロモネア』。
- 100万円獲得回数：0回
- 通算挑戦回数：7回
- 特殊ルール回挑戦回数:『ザ・ピンモネア』=黒沢1回、『なりきりモネア』=黒沢2回・村上・大島各1回
- 特番初期の頃から出演しているがイロモネアとは相性が悪く、2nd、3rdステージで敗退する事が少なくない。
- 女性芸人でありながら下品なネタを披露することが多い。また「ショートコント」内などでは黒沢と大島が取っ組み合いの喧嘩をして、村上がただそれを止めようと傍観するコントを披露する事があるが、こちらも最終的には大島の下半身が強調されるため下品なオチになることが多い。

ハリセンボン
- 初挑戦は2006年10月6日放送の『ザ・イロモネア4』。
- 100万円獲得回数：1回
- 通算挑戦回数：7回
- 特殊ルール回挑戦回数:『ザ・ピンモネア』=近藤2回・箕輪1回、『なりきりモネア』=近藤・箕輪各1回
- 自身の容姿を自虐的に扱ったネタを披露する事が多い。代表的なものとして「エジプトの壁画（はるか）」「シュレックじゃね~よ!（春菜）」などがある。
- 2008年4月12日の放送内で自身初となる100万円獲得を果たした。またこの回では各ステージ全てほぼ一ネタだけでクリアするという、驚異のスピードクリアを成し遂げた。

有吉弘行
- 初挑戦は2006年10月6日放送の『ザ・イロモネア4』（竜兵会の一員として）。
- 100万円獲得回数は1回。
- 通算挑戦回数はピンで4回、SPユニット（竜兵会、リアクションの殿堂、チーム・太田プロ）で3回の計7回
- 特殊ルール回挑戦回数:『ザ・ピンモネア』=1回『ザ・グルモネア』=1回『なりきりモネア』=1回
- 初挑戦時はピンではなく「竜兵会」の一員としての出場であった。この時は再ブレイク前という事もあって影が薄かったが、その後毒舌キャラとして大ブレイクし、以降イロモネア本選にもピンとして出場するようになった。ピンとしての初挑戦は2008年8月9日のレギュラー放送内。
- しかし初挑戦にもかかわらずチャレンジ前から、アドバイスするバナナマンに対して悪態をつく、柳原・日村に対して「ブタクラゲ」と罵る、更にザ・たっちに対しては「黙れ双子!」と罵声を浴びせるなどイロモネアでもその毒舌キャラは遺憾なく発揮されていた。更に2009年6月25日のサバイバルSP内に出場した際にも同じく出場していた芸人に対してお得意の毒舌を織り交ぜながらガヤを入れる、挑戦時に滑った芸人に対して激しくダメ出しするなどイロモネア内では完全にヒール役に徹している。また挑戦前に大口を叩く事も「お約束」となっており、それが原因で他の芸人と軋轢を生む事が多い。2011年9月17日の放送内では「俺が100万円取ったらお前ら（共演している全芸人）全員土下座しろ」とまさかの土下座強要を行った（しかしFINALステージの「一発ギャグ」でチャレンジに失敗し、結局有吉が土下座を行うハメになった）。
- 上記の通りイロモネア内でも毒舌キャラで通っており、他の芸人に対しても厳しい一方で、自身のチャレンジの際には全然やる気を見せないばかりか、おおよそネタとは呼べないようなネタを披露する事がほとんどでありそもそもネタ自体を披露しようとしない所をネタにしている節もある。その特徴として「（一発ギャグやサイレントなどで）わざと前置きを長くして引っ張っておきながら（約30秒程）、結局お粗末なネタを1、2個しか披露しない」「あまり似ていないものまねを披露する」「（ショートコントなどで）全然面白くない粗末な小噺をする」などがある。また、ジャンルの選択やネタを披露する際に声を張らないなど、芸人としてはあるまじき行為を行うこともしばしばある（それを放送内でバナナマンによくツッコまれている）。
- 上記のエピソードも含めイロモネア内での有吉に対する風当たりは相当強く、有吉がチャレンジする際にはこれでもかとばかりに他の芸人から野次が浴びせられる等、スタジオ内にいる芸人全員が敵になる。特に常連組でかつ好成績を収めているバナナマンや劇団ひとりは情け容赦なく、バナナマンからは「ちゃんとやれよ、バーカ!」「かっこつけてんじゃねーよ!」「声、ちっちぇーよ!」「早く選べよ!」「辞めちまえ!」、劇団ひとりからは「テレビ芸人だろうが!」「芸人だったら声出せよ!」「笑わせる顔じゃねーだろ!」「本番前言ってたじゃねーか、舞台一人で立った事ねぇって!」などと激しく罵声を浴びせられている。尚、ドSキャラの設楽やガヤの得意な劇団ひとりはともかく、普段はいじられキャラである日村が辛辣な野次を飛ばすことはこの番組以外ではあまり見られない貴重な場面でもある。
- レギュラー期のグルモネア・ピンモネアにも出場経験があるが、ピンモネアでは1stステージ敗退、グルモネアでは1stステージでの自身が得意なはずの「あだ名付け」で苦戦、更に2ndステージで早々に敗退するなどここでも良い結果を残せていなかった。
- 2011年9月17日放送回の「ザ・イロモネア 笑わせたら100万円SP」の出場を最後にイロモネアには出演していなかったが、2025年2月24日放送回で劇団ひとり・タイムマシーン3号・アルコ&ピースと共に「チーム・太田プロ」として約13年ぶりに出場し、初の100万円を獲得した。詳細は「SPユニット・チャレンジャー」欄にて後述。

ピース
- 初挑戦は2010年12月18日放送の『ザ・イロモネア2時間SP』。
- 100万円獲得回数：0回
- 通算挑戦回数：7回
- チャレンジの際は元々一発ギャグなどを得意とする又吉が大幅に活躍している。一方で綾部は又吉とは対照的に番組内ではスベリキャラ扱いされており、出すネタがことごとく滑る事が多い。
  - チャレンジの際には毎回最初に一発ギャグを選択し、綾部が決めポーズを決めながら「皆さん! ○○ですよ!」（○○はその時期に応じた言葉が入る）というギャグを披露するのが定番となっているが、あまりウケた事はない（又吉曰く「毎回出る度にこれをやって空気が悪くなるのに辞めてくれない」とのこと[注 96]）。
  - 綾部はイロモネアとはとことん相性が悪く、2013年1月4日の放送内ではネタを披露した際、審査員を笑わせるどころか無表情で首を横に振られた事がある（内村曰く、「首を横に振る審査員なんて初めて見た」）。また2014年1月4日の放送内では、昨年自身が出した本が全く売れなかった事と、Amazonで自身が出演している映画のDVDが1円で売られている事を自虐的に話していた。更に2015年1月5日放送回ではトップバッターで出場してきた際、観覧席にいる芸人から又吉にだけ声援が送られるなど、最早完全にイロモネアがアウェーの場と化していた。
- 毎回FINALステージまで進出するものの、たびたび1人だけ全く笑わない審査員を引いてしまうなど運に恵まれず、その実力に反して100万円獲得の経験はない。また、綾部と又吉が交互に芸を披露していくスタイルを多くとっているが、FINALステージの残り時間わずかという場面で綾部が出てきて失敗に終わり、外野から「なぜ又吉を出さなかった」というブーイングを受けることがしばしばある。

TIM
- 初挑戦は2005年1月3日放送の『ウンナン芸人道祭'05』。
- 100万円獲得回数：0回
- 通算挑戦回数：6回
- 特殊ルール回挑戦回数:『ザ・ピンモネア』=ゴルゴ2回・レッド1回、『ザ・グルモネア』=ゴルゴ・レッド各1回、『なりきりモネア』=ゴルゴ1回
- 番組初期の常連であった。また出場した回（2005年1月3日『ウンナン芸人道祭'05』~2005年10月7日『ザ・イロモネア2』・2006年10月6日『ザ・イロモネア4』とレギュラー放送内での2008年5月10日・8月9日放送回）全てにおいてトップバッターを務めており、特に初期の特番時代ではバナナマンと共にトップバッターを務める事が多かった。
- 持ちネタとしてはレッドの五文字ネタ、ゴルゴの勢いで押す一発ギャグなどが代表的だが、その中でも『ザ・イロモネア2』内のモノマネで披露されたゴルゴの「チンパンジーの腹筋」のものまねは大変重宝され、以降同番組で何度も披露する事となった[注 97]。
- コンビとしては2009年2月28日放送回の「ザ・グルモネア」の出場を最後にイロモネアには出演していない。ただしその後、ゴルゴのみ2009年12月10日放送内での「なりきりモネア」に出場している。

長州小力
- 初挑戦は2006年3月1日放送の『ザ・イロモネア3』。

100万円獲得回数：1回
通算挑戦回数：6回
- TIMと共に番組初期の常連であった。チャレンジ内では長州力のものまねは勿論だが浅田真央のものまねを披露する事も多く、出場するほとんどの回で披露していた[注 98]。また過去に披露したネタを使い回す傾向があり、特にショートコントのチャレンジでは毎回必ず「何してんの?」というネタを披露していた。
- 登場時は（スーツなどの）正装をして現れるが、毎回チャレンジの途中（1stステージ終了後など）に服を脱いでいつもの小力スタイルで挑戦するのが恒例となっている。その際観覧席にいる芸人から「なんで最初から脱いでこなかったんだよ」と突っ込まれることも度々あった[注 99]。
- 出演後期は、共演していた小島よしおとなぜか言い合いになることが多かった。
- 2006年10月6日放送の「ザ・イロモネア4」にて初の100万円獲得を果たす。この回ではFinalチャレンジのサイレントにおいて最初の20秒で4人笑わせたが中々残り1人が笑わなかった。しかし小力が背を向けてネタ帳を見たところその光景を見た残りの1人がなぜか笑い出したところで100万円獲得となった。これを見ていた内村は「ああいう最後の100万円の獲り方は初めて見た」とチャレンジ終了後に語っていた（そのVTRは後の「ハプニング大賞」でも放送された）。
- 2008年7月19日放送内の「ザ・イロモネア」の出場を最後にイロモネアには出演していない。しかし、2009年12月10日放送内では本人の出演では無いが、「なりきりモネア」にて、森三中の黒沢にモノマネされていた。

サンドウィッチマン
- 初挑戦は2008年8月30日放送回。
- 100万円獲得回数：0回（富澤はピンで1回獲得）
- 通算挑戦回数：6回（2017年時点）。
- 特殊ルール回挑戦回数:『ザ・ピンモネア』=伊達・富澤各2回、『なりきりモネア』=伊達・富澤各2回、『10モネア』=1回
- M-1王者の中ではイロモネア最多出場を誇る（ちなみに2番目に多いのはフットボールアワー、中川家、NON STYLEの4回）。
- 代表的なネタとして伊達には「だ〜てだってだて、伊達ちゃんです!」という自己紹介ギャグがあり、ほぼ毎回披露している。また、容姿が少し似ているため「クッキングパパ」のものまねを披露する事もある。他には2人で「魁!!男塾」のネタを絡めたギャグを披露する事もある。
- クールポコ、アンガールズのネタをパクった事がある。なお、クールポコに関しては2013年1月4日放送回の4thステージの「モノボケ」で披露しようとしたが、前の挑戦者である福田彩乃も披露していたため、ネタ振りの時点で審査員3人が笑いクリアとなる珍事が起きた。
- 2008年11月22日放送内では3rdステージ「モノマネ」で制限時間ギリギリで3人が笑い、残り時間1秒でチャレンジ成功になった。
- 2025年現在コンビでは100万円獲得経験は一度も無いが、2009年9月3日放送内の「ピンモネア」では富澤がピンで100万円を獲得している。尚、同回には相方である伊達も出演しておりこちらもFINALステージまでは進んだものの制限時間内に審査員が誰一人笑わず敗退。コンビ同士明暗を分ける形となった。

キングオブコメディ
- 初挑戦は2008年11月22日放送回。
- 100万円獲得回数：0回
- 通算挑戦回数：5回
- 特殊ルール回挑戦回数:『ザ・ピンモネア』=今野2回、『なりきりモネア』=今野2回
- キングオブコント王者の中ではロバートに次いで2番目に出場回数が多い。
- 代表的なネタとして今野は自身の風貌を活かし妖怪に扮したネタを披露する事が多い。一方で高橋は滑舌の悪さを出演者からよく弄られている。
- 挑戦する芸人の中では珍しくモノボケが苦手なようで初挑戦の序盤でモノボケを選んだ際、1人も笑わせられずに敗退を喫してしまった。チャレンジ終了後、内村からは「久々に見ましたよ、モノボケが苦手な芸人」とコメントされてしまっていた。
- レギュラー放送時代の「ゴールドラッシュ」から勝ち上がりイロモネア出場権を獲得したものの、イロモネアとの相性は悪くこれまで5度出場しているものの一度もFinalステージまで進んだ事がない。また、1stから4thまでの4つのステージの敗退を全て経験しているという珍記録を持つコンビでもある。さらに、挑戦したことがないジャンルがある芸人の中でも最多挑戦回数を誇る(5度出場しているが、一発ギャグに一度も挑んだことがない)。
- 2009年8月6日放送回では、猿まわし芸人・ゆりありくのパートナーの猿りくが今野の顔つきに興奮してしまいネタに集中できないとの理由で2ndステージ以降のゆりありくの挑戦時のみ、今野がスタジオから退場するという思わぬハプニングが起きた。
- 2010年12月18日放送回の「ザ・イロモネア 笑わせたら100万円SP」の出場を最後にイロモネアには出演していない。
  - 2015年12月26日に、メンバーである高橋が窃盗と建造物侵入容疑で逮捕され、更にこの件を受けて所属事務所であるプロダクション人力舎が同年12月29日付けで高橋の専属契約を解除したため、キングオブコメディは事実上解散し、よってこの回が本当に最後の出場となってしまった。

平成ノブシコブシ
- 初挑戦は2009年7月16日放送回。
- 100万円獲得回数：0回
- 通算挑戦回数：5回
- 特殊ルール回挑戦回数:『ザ・ピンモネア』=吉村1回
- レギュラー放送時代の「ゴールドラッシュ」から勝ち上がりイロモネア出場権を獲得したコンビ。基本的にジャンル関係なく勢いだけで押すネタをする事が多い。また、吉村は自身の持ちネタでもある小林旭のものまねを披露する事が多く、その例として「三日連続終電に乗り遅れた小林旭」などといったネタが存在する。一方で徳井はチャレンジ中はあまり目立つ事は少ないが、一度だけ2ndステージの一発ギャグ内にて、相方の吉村でさえ知らなかったギャグを急にやり始め吉村を困惑させた事がある（2012年3月29日放送回）。
- チャレンジでは残り時間が5〜3秒前になり、敗色濃厚の空気になると吉村が「よっしゃー!負けた!」「半年後にお会いしましょう!」などと捨て台詞を吐き、そのまま敗退するという流れが定番化している。
- イロモネアとの相性は悪く、2012年3月29日の放送回までは1度も3rdステージ以降に進出したことがなく、初出場から4戦連続2ndステージで敗退を喫しているという状況であった。しかし、2016年1月2日放送回にて約4年振りにイロモネアに参戦し、ここではFinalステージまで勝ち上がるという健闘振りを見せた。

トータルテンボス
- 初挑戦は2008年5月3日放送回。
- 100万円獲得回数：1回（藤田はピンも含めると2回）
- 通算挑戦回数：3回
- 特殊ルール回挑戦回数:『ザ・ピンモネア』=大村・藤田各2回『ザ・グルモネア』=大村・藤田各1回『なりきりモネア』=大村・藤田各2回『10モネア』=1回
- 特番には一度も出演せず、主にレギュラー放送内で活躍した珍しい芸人。その証拠としてレギュラー期に放送された『イロモネア』以外で〇〇モネアと呼ばれる特殊ルール回4つ（『ザ・ピンモネア』『ザ・グルモネア』『なりきりモネア』『10モネア』）全てに出場経験がある。彼ら以外でこれを経験しているのはバナナマン、アンガールズ、ナイツ、鈴木Q太郎(ハイキングウォーキング)のみである。
- レギュラー放送初回に出場したが、1stステージのショートコントで早々に敗退。更に2009年6月11日の放送回にも出場したが、何とここでも1stステージのショートコントで敗退し、2戦連続同じステージ・同じジャンルで敗退するという屈辱を味わう形となった。
- 上記のようにイロモネア本選では出場回数も少なく、目立った活躍が出来ていなかったが2009年2月28日放送の「ザ・グルモネア」内では藤田が企画初回で初の100万円獲得を果たし、更に2010年2月4日の「10モネア」内ではコンビ揃って100万円を獲得した。
  - しかしグルモネアでは藤田は全企画内で初めて100万円獲得に成功したが、挑戦時は審査員を笑わせてはいるものの会場全体がウケた事はあまりなく、他の芸人達はおろか本人も困惑していた。この状況を見て内村からは「シンとした中でも確実に笑いを取る名人」と評され、同じく共演していたケンドーコバヤシからは「サイレントギャガー」と呼ばれていた。番組内のテロップには「グルモネア名人藤田 静かに笑いを取る男」と出された。尚、この回は相方の大村も出演していたが、Finalステージでチャレンジ失敗している。そして藤田はコンビで10モネアでも100万円を獲得しており、イロモネア本選以外の企画で100万円を2回獲得した珍しい芸人である。
  - 相方の大村は番組内で良い扱いを受ける事があまりなく、それどころか大村がネタを披露すると笑いが起こらなくなる事からイロモネア内で滑る事を「大村る」「大村っている」と表現された事がある。
- 2010年2月4日放送内の「10モネア」の出場を最後にイロモネアには出演していない。

- 5回
  - オードリー(春日はピンも含めると7回)
  - ハライチ
  - 髭男爵
- 4回
  - 大西ライオン
  - 狩野英孝(SPユニットを含めると5回)
  - ずん(SPユニットを含めると6回、飯尾はピンも含めると7回)
  - たむらけんじ
  - ドランクドラゴン
  - 中川家
  - なだぎ武
  - NON STYLE
  - フットボールアワー
  - ペナルティ
  - U字工事
  - ロッチ
- 3回
  - おぎやはぎ
  - カンニング竹山(SPユニットを含めると4回)
  - 麒麟
  - ザブングル
  - ジャリズム
  - タカアンドトシ
  - 千鳥
  - 超新塾
  - つぶやきシロー
  - TKO
  - デンジャラス(ノッチはピンも含めると4回)
  - どきどきキャンプ
  - なかやまきんに君(SPユニットを含めると5回)
  - ななめ45°
  - バッファロー吾郎
  - パンサー
  - はんにゃ
  - 響
  - 安田大サーカス
  - レギュラー
  - 我が家
  - 笑い飯

- 2回
  - アメリカザリガニ
  - 勝山梶
  - キャン×キャン
  - ザ・パンチ
  - ジャングルポケット
  - ジョイマン
  - スピードワゴン
  - スリムクラブ
  - ダイノジ
  - タイムマシーン3号(SPユニットを含めると4回)
  - Wエンジン
  - 弾丸ジャッキー
  - チョコレートプラネット
  - 鳥居みゆき
  - トレンディエンジェル
  - ナイツ
  - ハイキングウォーキング
  - ハム
  - パンクブーブー
  - フォーリンラブ
  - 福田彩乃
  - 藤崎マーケット
  - フルーツポンチ
  - ますだおかだ
  - まちゃまちゃ
  - ものいい
  - 矢野・兵動
  - 山本高広
  - ゆりありく
- 1回
  - 阿佐ヶ谷姉妹
  - アームストロング
  - アップダウン
  - あばれる君
  - アルコ&ピース(SPユニットを含めると2回)
  - EXIT
  - いとうあさこ(SPユニットを含めると2回)
  - ウクレレえいじ
  - ウーマンラッシュアワー
  - エド・はるみ
  - エハラマサヒロ
  - オオカミ少年
  - おかずクラブ
  - おさる（出演時は「モンキッキー」名義）
  - オジンオズボーン
  - オテンキ
  - COWCOW
  - カナリア
  - THE GEESE
  - キンタロー。
  - クールポコ
  - クマムシ
  - ケンドーコバヤシ
  - ゴー☆ジャス
  - 小籔千豊
  - コロコロチキチキペッパーズ
  - サバンナ
  - さや香
  - 三四郎
  - しずる
  - ジャルジャル
  - 少年少女
  - スギちゃん
  - ダチョウ倶楽部(SPユニットを含めると3回)
  - Wコロン
  - ダブルブッキング
  - ダンディ坂野
  - チュートリアル
  - テツandトモ
  - テンゲン
  - 天竺鼠
  - 東京03
  - 東京ダイナマイト
  - どぶろっく
  - とろサーモン
  - 長井秀和
  - 永井佑一郎
  - 流れ星(ちゅうえいはピンも含めると3回)
  - 南海キャンディーズ
  - 2700
  - ニッチェ
  - ニブンノゴ!
  - 猫ひろし
  - 錦鯉
  - バイきんぐ(SPユニットを含めると2回)
  - Hi-Hi
  - 博多華丸・大吉
  - 波田陽区
  - X-GUN
  - ハナコ
  - ハマカーン
  - ハリウッドザコシショウ(SPユニットを含めると2回)
  - ヒッキー北風
  - 風藤松原
  - ブラックマヨネーズ
  - POISON GIRL BAND
  - ほっしゃん。
  - ぼれろ
  - マシンガンズ
  - 見取り図
  - ミラクルひかる
  - 野性爆弾
  - ゆったり感
  - ゆってぃ
  - ラランド
  - レイザーラモン
  - ロマンチックセクシー
  - 渡辺直美

- 竜兵会（2006年10月6日出場）
  - メンバー:ダチョウ倶楽部、カンニング竹山、ノッチ（デンジャラス）、有吉弘行
- アリケン（2008年9月20日出場）/ホリペイ（2009年4月16日出場）
  - メンバー:堀内健（ネプチューン）、有田哲平（くりぃむしちゅー）
  - 2008年9月20日の放送では、テレビ東京『アリケン』の番宣のため有田と堀内がテレビ東京所属のコンビ『アリケン』として出場。番組スタッフや、準レギュラーであるテレビ東京アナウンサーの大橋未歩も見に来ていたらしい。他局へ宣伝に来たことを冒頭でツッコまれつつ、100万円を獲得したら番組の制作費にしたいと意気込んで挑むも、Finalチャレンジの「一発ギャグ」で敗退した。
  - 2009年4月16日の放送ではBSジャパンで放送されている『ホリペイ』（『アリケン』の兄弟番組）の宣伝として再度出場するが、またもFinalチャレンジの「一発ギャグ」で敗退した。
- ザ・テルヨシ（2008年9月20日出場）
  - 事の発端は2008年8月2日放送の「ゴールドラッシュ」。この時、リポーター役の内村が「ゴールドラッシュに出ている芸人を見て触発された」のがきっかけであり、その後同企画に「ザ・テルヨシ」名義のピン芸人として出場。内村自身は別人の設定としているが、番組内では「内村光良参戦!」等と、普通に同一人物として取り上げられている。その後3週目をクリアしイロモネア出場権を獲得、同年9月20日放送分（キー局基準）で本戦出場を果たすも、Finalチャレンジの「モノボケ」で敗退した。
- ザ・テルヨシ&ウド（2009年4月16日、2010年1月3日出場）
  - メンバー:ウド鈴木（キャイ〜ン）、内村光良
  - いずれもFinalチャレンジで敗退。
- 日村&バカリズム（2010年1月3日出場）
  - メンバー:日村勇紀（バナナマン）、バカリズム
  - 8年前からの2年間、バカリズムが日村宅に同居していたのをきっかけに今回コンビを組んで出場した。尚、バカリズムは今回がイロモネア初挑戦となった。同回ではウンナンに設楽がいないことを指摘されると日村は「設楽はピンの仕事があるため」と説明していたが、その設楽のピンの仕事とは有田と『goomo所属・なんでもアリタっ!』としてのイロモネア出演であった。
  - チャレンジ内ではバカリズムが普段のネタ中では見せないハイテンション振り（過去に日村から『お笑いは結局"顔"』『"顔"の次に大事なのは"大きな声"』という持論も叩きつけられていた）を発揮するも、結果は2ndステージの「ショートコント」での早期敗退。敗退後、早々にチャレンジが終了してしまったショックで2人は呆然と立ちすくんでしまっていた。また、チャレンジ終了後、バカリズムがこの日の為に練習し習得した日村の特技でもある『ピアニカでGet Wild演奏』を日村と共に披露するも、結局緊張の余りグダグダとなってしまい完璧な演奏をする事が出来なかった。
  - ちなみに日村はイロモネア本選でバナナマンとしてチャレンジしている際には毎回4thステージまではクリアしており(2008年11月8日放送回の「ザ・ピンモネア」では3rdステージ敗退。それ以外のピンモネアでは必ずFinalに進出している)、2ndステージで敗退するのは今回が初めての経験であった。
  - 日村はこの回はバカリズムとコンビを組んで出演したが1stチャレンジではもちろん「モノマネ」を選択し、「子供の頃の貴乃花」を披露した。
- なんでもアリタっ!（2010年1月3日出場）
  - メンバー:設楽統（バナナマン）、有田哲平（くりぃむしちゅー）
  - インターネットTVgoomo『なんでもアリタっ!』の宣伝活動のためイロモネアに挑戦した。有田は過去2回堀内健とコンビを組んでイロモネアに出場しており、今回が3回目の挑戦となった。設楽は上記の件も含めて出てきた時に内村から「ピンの仕事ってこれだったんだね」とツッコまれていた。同日に日村&バカリズムが2ndステージで敗退してしまった事から、不安を抱えながらの挑戦であったが、こちらは最後まで善戦し、Finalチャレンジ（「一発ギャグ」）まで進出するも残りあと1人で敗退した。
  - チャレンジ前、有田は設楽に対して「（設楽は）話が出来る。（堀内は）ネタ作りが出来ないので...」と堀内と比べてやりやすさを全面に出していた。
- リアクションの殿堂（2010年1月3日出場）
  - メンバー:ダチョウ倶楽部、出川哲朗、有吉弘行
  - 2009年に発売されたDVD『リアクションの殿堂』の宣伝活動のためイロモネアに挑戦した。尚、ダチョウ倶楽部は3回目、有吉は4回目の挑戦であり、出川は今回が初挑戦であった。チャレンジ内では順調に勝ち進み善戦するも、Finalチャレンジの「サイレント」で敗退した。
  - 収録当時に出川は右足の小さい骨を骨折しており、初挑戦で松葉杖を突いての出場となった。しかしチャレンジ内ではそれを逆手にとって無茶をしようとしたり、松葉杖を活かしたギャグや反則気味のモノマネを行うなどをして笑いを取っていた。
- 関根勤軍団[注 100]（2010年1月3日、2011年3月25日、2017年1月2日出場）
  - メンバー
    - 関根勤、イワイガワ、ずん（2010年1月3日）
    - 関根勤、ウド鈴木（キャイ〜ン）、ずん、ちゅうえい（流れ星）（2011年3月25日）
    - 関根勤、岩井ジョニ男（イワイガワ）、ちゅうえい（流れ星）、ANZEN漫才）（2017年1月2日）

  - リーダーである関根勤が「事務所の後輩を紹介したい親心」と「（純粋に自分が）イロモネアに挑戦してみたかった」という2つの理由でイロモネアに挑戦した。「関根勤軍団」と銘打っているだけあってメンバー全員が浅井企画所属の芸人で固められている。2010年1月3日の挑戦では順調に勝ち進み、初挑戦ながら100万円獲得を果たした。ちなみにこの回100万円獲得の決め手となったのは、「一発ギャグ」内で披露した飯尾の「現実逃避シリーズ」であり、以降このネタは飯尾の代名詞とも言えるギャグになった。
  - 2011年3月25日に2回目の挑戦を果たす。出場の理由として関根は「前回イロモネアで100万を獲ってウケを取ったのにもかかわらず、ずんとイワイガワもそれ程オファーが来なかったから」「とにかくずん推し」などを挙げていた。また前回出場したイワイガワに代わり、今回はちゅうえい（流れ星）とウド鈴木が出場。ウドは3回目の出場、ちゅうえいは初挑戦であった。こちらも前回と同じく順調に勝ち進んでいたが、Finalチャレンジの「一発ギャグ」で敗退した。
  - 2017年1月2日に3回目の挑戦。「ずんがそこそこ売れたから」という理由で今回はずんの代わりにANZEN漫才が加入。更にイワイガワのジョニ男が単独で初参戦した。Finalチャレンジで再び「一発ギャグ」を選択し、SPチャレンジャーとしては初となる2回目の100万円獲得を果たした。なお、ジョニ男はインパルス以来となる最初の2回の挑戦での2連続100万円獲得を果たした。
- 三内芸（2010年12月18日出場）
  - メンバー:三村マサカズ（さまぁ〜ず）、内村光良
  - この日の放送回の大トリ・SPチャレンジャーとして出場。12月21日に放送される「ウンナンの気分は上々。10万円の旅スペシャル」の番宣も兼ねての出場となった。内村はザ・テルヨシ、ザ・テルヨシ&ウドの出場回数を含めて今回が4回目の挑戦であり三村は今回が初挑戦であった。また、内村はこれまでイロモネアに挑戦する際は「ザ・テルヨシ」名義でチャレンジを行っていたが、今回は本名である「内村光良」名義で挑戦していた。チャレンジ前のトークでは、三村が「（本番前のネタ合わせが全然上手くいかず）『（内村から）ウドより出来ない』と言われた」事などを暴露するなどかなり不安を抱えながらの挑戦であったが、本番では順調に勝ち進み最終的には100万円を獲得した。内村は初挑戦から4回目・三村は初挑戦での100万円獲得となった。
  - ちなみにFinalチャレンジの「モノボケ」で披露し、100万円獲得の決め手となった三村の「デモ行進」ネタ（三村がマネキンヘッドを両肩に担いで『反対!反対!』と叫びながら行進する、というネタ）は過去に放送されていた内村の冠番組「内村プロデュース」内で三村が生み出したギャグであった。
  - 「モノボケ」でのチャレンジの際、三村が小道具のロッカーに入ろうとした時に弾みでロッカーが勢いよく倒れそうになる、というハプニングが起きた。この時に南原がいち早く気づいてロッカーを抑え、何とか倒れずには済んだ。内村曰く「『（三村が）ロッカーに入って、制服姿の女性のマネキンに痴漢をする』というギャグをやろうとした」らしい。チャレンジ終了後、三村は内村から「娘の誕生日の時に痴漢をやろうとしていた（この回のO.A.日がちょうど三村の娘の誕生日だった）」とイジられていた。
- 女性芸人会（2011年3月25日出場）
  - メンバー:いとうあさこ、大久保佳代子（オアシズ）、椿鬼奴
  - メンバー曰く飲み仲間であり、「女性芸人の中ではお酒をよく飲む集まり」だという。いとうあさこは2回目、大久保と鬼奴は今回がイロモネア初挑戦であった。チャレンジ内ではジャンルの選択の際にいちいち女性特有のノリを行って時間を伸ばすなどして観覧サイドの芸人を苛立たせ、更に罵声を浴びせられ、おまけにその光景を「ストリップショー」とまで揶揄されていた。チャレンジの結果はFinalチャレンジの「モノマネ」で敗退。チャレンジ終了後、内村からは（上記の件に乗っかるように）「お前たちが早く脱がねぇからだ!とっとと脱げ!」とお叱りを受けていた。
- ウド&飯尾（2012年3月29日出場）
  - メンバー:ウド鈴木、飯尾和樹（ずん）
  - 浅井企画の同期同士という縁からコンビを組み出場。最初から2人一緒にせり上がって入場したのではなく、まず最初にウドだけがせり上がって入場し、そのウドに呼ばれるように後から飯尾がせり上がって入場した。ウドはザ・テルヨシとのコンビと関根軍団での出場を含めて4回目、飯尾は2回の関根勤軍団での出場を含めて3回目の出場となった。
  - 飯尾は入場する際、手に持っていた桜吹雪を手放すのを忘れる程極度の緊張に陥るもののチャレンジではウドとコンビネーションを発揮し、善戦した。しかし結果はFinalチャレンジの「一発ギャグ」にて残り1人で敗退。敗退はしたものの、会場では大爆笑が起こっていた事から周りの芸人からは「（100万円）いけたよ〜」と言われていた。また、司会の内村も「あれは100万円コースだったよな〜?」とコメントした。
  - チャレンジ終了後、内村はウドと飯尾から、次回出場する際は内村も含めてのトリオでの出場を熱望されていたが、2017年現在未だ実現されていない。
- Team 消えたくない二人（2015年1月5日出場）
  - メンバー:小島よしお、狩野英孝
  - 4年程前から2人で「Team 消えたくない二人」というトークライブを定期的に開催している縁でコンビを組み出場した。小島は11回目、狩野は5回目の出場となった。尚、狩野は2009年3月14日放送回以来約6年ぶりのイロモネア出場であった。チャレンジ中はお互い終始緊張していた(特に狩野)。特に2ndチャレンジのショートコントでは狩野の台詞間違いに客が笑ってクリアしてしまったため、観覧席の芸人達にツッコまれていた。その後、結果はFinalチャレンジまで進むも「サイレント」で2人しか笑わせられず敗退した。
- ものまねゴレンジャー（2016年1月2日、2017年1月2日出場）
  - メンバー
    - 浅野智秋、きくりん、じゅんいちダビッドソン、小石田純一、いしいそうたろう（2016年1月2日）
    - じゅんいちダビッドソン、いしいそうたろう、むらせ、宮川大好、八木良（2017年1月2日）

  - メンバー全員がイロモネア初出場であった。また全員ものまね芸人であったため、登場時に内村から「出オチじゃねーか!」と突っ込まれていた。ちなみに今回このコラボを組んで出場した理由は、じゅんいち曰く「1人で出場するのは怖かったから」。結果はFinalチャレンジまで勝ち進むも、「サイレント」で2人しか笑わせる事が出来ず敗退した。
  - 2017年1月2日、浅野智秋、きくりん、小石田純一に代わりむらせ、宮川大好、八木良が加わり再挑戦。Finalチャレンジ（「モノマネ」）まで勝ち進むも、残り一人のところで敗退した。
- マッスルスリー（2016年1月2日出場）/マッスルフォー（2017年1月2日出場）
  - メンバー
    - 小島よしお、なかやまきんに君、春日俊彰（オードリー）（2016年1月2日）
    - 小島よしお、なかやまきんに君、春日俊彰（オードリー）、庄司智春（品川庄司）（2017年1月2日）

  - 筋肉好きの集まりという縁で「マッスルスリー」としてコラボを組み出場した。小島は12回目、なかやまきんに君は2009年8月6日放送回以来4回目、春日は2009年4月16日放送回以来6回目の出場となった。グループ名からも見てわかる通り、チャレンジ内でやったネタはほぼ全て筋肉関連であった。結果はFinalチャレンジまで進むも、「サイレント」で敗退した。
  - 1年後の2017年1月2日には「マッスルフォー」として参戦。前回の挑戦で3rdチャレンジ敗退となった庄司智春が加入した。前回はFinalチャレンジで敗退したため、庄司に加わってもらうことでクリアを目指した。順調に進むも、またもFinalチャレンジ「サイレント」で敗退となった。
- バイきんぐザコシショウ（2017年1月2日出場）
  - メンバー:バイきんぐ、ハリウッドザコシショウ
  - SMAの先輩後輩で出場。バイきんぐは過去本戦1stチャレンジ敗退とゴールドラッシュ敗退を経験しており、今度こそクリアするために先輩であるハリウッドザコシショウと共に挑戦した。結果はFinalチャレンジまで進むも、「ショートコント」で敗退した。
- 可奈子と夏子（2017年1月2日出場）
  - メンバー:柳原可奈子、横澤夏子
  - 芸風の似たピン芸人同士で結成し出場。コンビ経験のない柳原はイロモネアのジャンル選択の時話し合っている光景が芸人っぽくて憧れていたとのことで、「まずジャンル選択の話し合いを練習した」と語っていた。本番では順調に勝ち進むが、Finalチャレンジ「モノボケ」で敗退した。
- 髪の毛かき上げ隊（2017年1月2日出場）
  - メンバー:永野、平野ノラ
  - ネタで髪の毛をかき上げる事の多い二人で結成。共にイロモネア初出場である。平野ノラは素人時代からイロモネアに出たらやる事を決めていたと語るなどかなり意気揚々だったが、2ndチャレンジ「ショートコント」であえなく敗退。
- チーム・ゴールドラッシュ（2017年1月2日、2025年2月24日出場）
  - メンバー
    - タイムマシーン3号、バンビーノ、ニューヨーク（2017年1月2日）
    - レインボー、エルフ、チャンス大城（2025年2月24日）

  - 2017年版は2016年12月26日放送のゴールドラッシュで勝ち上がった3組により結成。3組はほとんど接点がなかったらしく、イロモネアを機に仲が良くなったという。ゴールドラッシュの勢いのままに勝ち進むも、Finalチャレンジ「モノボケ」で敗退した。なお、タイムマシーン3号は2009年2月21日放送回以来8年ぶりの出場となった。バンビーノ、ニューヨークはイロモネア初出場。
  - 2025年版は同年2月24日放送のゴールドラッシュで勝ち上がった3組により結成。3組共にイロモネア初出場。Finalチャレンジまで勝ち進むも、「サイレント」で敗退した。
- チーム・キングオブコント（2025年2月24日出場）
  - メンバー:ビスケットブラザーズ、サルゴリラ、ラブレターズ
  - 2022年 - 2024年の『キングオブコント』優勝コンビ3組によるSPユニット。コント王者ということもあり順調に勝ち進むも、Finalチャレンジ「サイレント」で残り1人が笑わず敗退した。
- チーム・太田プロ（2025年2月24日出場）
  - メンバー:有吉弘行、劇団ひとり、タイムマシーン3号、アルコ&ピース
  - 有吉の「力不足」（有吉談）を理由に、同期のひとりと後輩2組を連れて参戦。裏番組の都合により、事前告知では伏せられた形でのサプライズ登場となった。ひとりとタイムマシーン3号は同じ放送回において単独で出場しているが敗退している。
  - 体裁上SPユニットではあるものの、実態としては有吉がほとんど主体となって動くワンマンチームのような状態であった。ひとりは有吉と同期であるにもかかわらず、単独出演時同様にお粗末なネタを披露するばかりの有吉に野次を送る芸人たちを怒鳴りつけるなど、No.2のような振る舞いをした挙句、最後には有吉を「師匠」呼ばわりする始末であった。また、タイムマシーン3号とアルコ&ピースはネタにすら参加することができず、後半には他の芸人たちと共に野次を浴びせていた。
  - Finalチャレンジ「サイレント」では有吉とひとりが互いのパンツを引っ張り合う相撲をした後、有吉が「一発ギャグ」で披露した「元気が一番!」を再び披露し見事100万円を獲得。有吉はその100万円をほとんど参加していなかったはずの山本になぜか手渡した。なお、ひとりにとっては13年ぶり4回目、他のメンバーにとっては初めての100万円獲得となった。
- シンチャンナンチャン（2025年2月24日出場）
  - メンバー:柳沢慎吾、南原清隆
  - 『ウンナンの気分は上々。』で共演して以来30年来の親友という2人がユニットを組み参戦。番組20年目にして初めて南原がチャレンジャーとして参戦した。柳沢は番組史上初めて、芸人でないタレントが参戦した例である。
  - 2人ともに野球好きであることから、自ら野球ネタに絞って各チャレンジに臨んだ[注 101]。Finalチャレンジ「サイレント」では柳沢の決め台詞「あばよ!」を口パクで行ったのが決め手となり5人全員を笑わせることに成功、見事100万円を獲得した。

## 100万円獲得者
（）内は最終ステージでのジャンル。

### イロモネア通常ルール
太字はイロモネア本戦初出場での100万円獲得者。
- インパルス - 2005年1月3日（モノボケ）、同年4月5日（モノボケ）、2012年3月29日（モノボケ）…1回目は番組初の100万円獲得。3回目の100万円獲得の際、内村が「初の3回目（の100万円）」と語っているが、その前にバナナマンが3回獲得（後述）しているため誤りである（テロップでは「イロモネア史上最多 3回目 100万円獲得」と修正されている）。
- 安田大サーカス - 2005年1月3日（サイレント）…トリオの芸人として初の100万円獲得。
- ペナルティ - 2005年4月5日（サイレント）
- 次長課長 - 2005年10月7日（ショートコント）
- まちゃまちゃ - 2005年10月7日（サイレント）…女性並びにピン芸人初の100万円獲得。
- レギュラー - 2005年10月7日（モノボケ）…複数回出場者（2回目の出場）で初の100万円獲得。レギュラー以前の100万円獲得者は全員初出場での100万円獲得だった。
- 劇団ひとり - 2006年3月1日（サイレント）、2009年4月16日（サイレント）、2012年3月29日（モノボケ）…男性ピン芸人初の100万円獲得。
- 長州小力 - 2006年10月6日（サイレント）
- バナナマン - 2007年3月23日（サイレント）、2010年12月18日（モノボケ）、2011年3月25日（モノボケ）、2025年2月24日（モノボケ）…最初の2回はトップバッターでの100万円獲得[注 102]。自身14年ぶりの参戦となった2025年2月24日放送回でも100万円を獲得したため、単独で史上最多獲得回数を記録した。

- 柳原可奈子 - 2007年9月28日（サイレント）、2013年1月4日（モノボケ）…2回目は女性芸人初の複数回100万円獲得。
- チュートリアル - 2007年9月28日（ショートコント）…番組初の2組連続初出場組の100万円獲得（彼らの前は柳原）。
- ザ・たっち - 2008年4月12日（サイレント）
- ハリセンボン - 2008年4月12日（モノボケ）…女性コンビ初の100万円獲得。
- TKO - 2008年5月17日（モノボケ）…1時間枠初の100万円獲得。
- 小島よしお - 2008年8月2日（サイレント）
- FUJIWARA - 2008年8月30日（モノボケ）
- 超新塾 - 2008年9月20日（ショートコント）…ゴールドラッシュ昇格組で初めての100万円獲得。
- いとうあさこ - 2009年6月11日（一発ギャグ）
- 関根勤軍団（1回目…関根勤、ずん、イワイガワ）、（2回目…関根勤、ちゅうえい（流れ星）、ジョニ男（イワイガワ）、ANZEN漫才） - 2010年1月3日（一発ギャグ）、2017年1月2日（一発ギャグ）…特別ユニット初の100万円獲得。2017年1月2日放送回ではANZEN漫才は初出場で100万円獲得、またSPチャレンジャーとしては初の2冠に輝いた。
- 三内芸（内村光良、三村マサカズ（さまぁ〜ず）） - 2010年12月18日（モノボケ）…特別ユニット2組目の100万円獲得。三村は初出場での100万円獲得。
- ロバート - 2011年9月17日 （サイレント）
- ドランクドラゴン - 2013年3月20日 （ショートコント）…番組史上2組目のトップバッターでの100万円獲得。
- 庄司智春（品川庄司） - 2015年1月5日 （サイレント）…番組初のコンビで活動している芸人が単独出場しての100万円獲得。2008年4月12日にサイレントでシャンプーハット使用による番組史上初の失格で100万円没収された7年越しのリベンジ。レギュラー放送時の「ピンモネア」などの企画を除く。
- おかずクラブ - 2016年1月2日 （モノボケ）
- 錦鯉 - 2025年2月24日（サイレント）…復活スペシャルで最初の100万円獲得者となった。
- ずん - 2025年2月24日（一発ギャグ）…前述の通り、過去に「関根勤軍団」として獲得経験がある。本来のコンビとしては初の100万円獲得。
- チーム・太田プロ(有吉弘行、劇団ひとり、タイムマシーン3号、アルコ＆ピース) - 2025年2月24日（サイレント）…特別ユニット3組目の100万円獲得かつ、最多人数(6人)での100万円獲得。ひとりにとっては4度目、他の5名にとっては初の100万円獲得となった。ひとりとタイムマシーン3号はこの回で単独出場し、どちらも失敗している。
- シンチャンナンチャン（柳沢慎吾・南原清隆）- 2025年2月24日（野球サイレント）…特別ユニット4組目の100万円獲得かつ、芸人でないタレント（柳沢）が出場し100万円を獲得した初の例。二人とも野球好きであるため、全て野球をテーマとしたネタで挑む特別ルールで行った。

#### 最終ステージでのジャンル
| ステージ       | 獲得数 |
| -------------- | ------ |
| 一発ギャグ     | 7組    |
| モノマネ       | 0組    |
| ショートコント | 4組    |
| モノボケ       | 14組   |
| サイレント     | 15組   |

### サバイバルルール
- 次長課長 - 2008年11月22日（一発ギャグ）
- アンガールズ - 2009年2月21日・同年5月14日（共に一発ギャグ）

### ピンモネア
- 鳥居みゆき - 2009年4月16日（謝罪会見場-謝罪人）3秒残し
- 富澤たけし（サンドウィッチマン） - 2009年9月3日（謝罪会見場-謝罪人）
- 設楽統（バナナマン） - 2009年11月26日（謝罪会見場-謝罪人）

### ロケモネア
- 田中卓志（アンガールズ） - 2009年8月27日（ボウリング場-1人で練習しに来たプロボウラー）…企画初回での100万円獲得。

### グルモネア
- 藤田憲右（トータルテンボス） - 2009年2月28日（アフレコ）…企画初回での100万円獲得。
- 小島よしお - 2009年5月21日（オヤジギャグ）

### 10モネア
- トータルテンボス - 2010年2月4日（レストラン）…企画初回での100万円獲得。
- オテンキ - 2010年2月11日（給食費）
- Wエンジン - 2010年3月18日（同窓会にいた女子）
- 友近 - 2010年3月18日（上岡龍太郎の語り）…レギュラー放送最後の100万円獲得（レギュラー放送での最終挑戦者）。

### 複数回100万円獲得者
ここでは番組内で複数回100万円を獲得した芸人を挙げる。またピンとユニットの両方で100万円獲得経験がある芸人（バナナマン設楽など）は個人で複数回獲得したものとする（氏名の記載は達成順）。
| 氏名                         | 獲得回数 | 備考                                                                          |
| ---------------------------- | -------- | ----------------------------------------------------------------------------- |
| 設楽統（バナナマン）         | 5回      | 番組最多記録。2回目はピンモネアでピンで、それ以外は通常ルールでコンビで獲得。 |
| バナナマン                   | 4回      | 全て通常ルールで獲得。                                                        |
| 劇団ひとり                   | 4回      | 全て通常ルールで獲得。4回目はチームで獲得。                                   |
| 田中卓志（アンガールズ）     | 3回      | 1回目・2回目はサバイバルルールでコンビで、3回目はロケモネアでピンで獲得。     |
| インパルス                   | 3回      | 全て通常ルールで獲得。                                                        |
| 次長課長                     | 2回      | 1回目は通常ルール、2回目はサバイバルルールで獲得。初の異なる企画での2冠。     |
| アンガールズ                 | 2回      | 2回ともサバイバルルールで獲得。                                               |
| 小島よしお                   | 2回      | 1回目は通常ルール、2回目はグルモネアで獲得。                                  |
| 藤田憲右（トータルテンボス） | 2回      | 1回目はグルモネアでピンで、2回目は10モネアでコンビで獲得。                    |
| 柳原可奈子                   | 2回      | 2回とも通常ルールで獲得。                                                     |
| 関根勤軍団                   | 2回      | 2回とも通常ルールで獲得。メンバーのうち関根とジョニ男が2回獲得している。      |
| ずん                         | 2回      | 2回とも通常ルールで獲得。1回目は関根勤軍団として、2回目はコンビで獲得。       |

### なりきりモネア 賞品獲得者
（）内は元ネタの人物・キャラ。
ポテトチップス うすしお味×100袋
- ゆってぃ - 2009年10月29日（エディ・マーフィ）…初の賞品獲得者。
- 原西孝幸（FUJIWARA） - 2009年10月29日（ASIMO）

じゃがりこ サラダ味×100個
- くまだまさし - 2009年11月5日（中村獅童）
- 木本武宏（TKO） - 2009年11月5日（デューク更家）

ポテトチップス コンソメパンチ味×100袋
- 柳原可奈子 - 2009年11月12日（ガリガリガリクソン）
- 設楽統（バナナマン） - 2009年11月12日（槇原敬之）

サッポロ オフの贅沢×100缶
- 川島明（麒麟） - 2009年11月19日（ケンシロウ）

じゃがりこ てりやきチキン味×100個
- 土屋伸之（ナイツ） - 2009年11月26日（武田修宏）

サッポロ 生ビール 黒ラベル×100缶
- 河本準一（次長課長） - 2009年12月3日（土佐礼子）

ハワイ旅行（ハワイ オアフ島 ワイキキ・ビーチ・マリオット・リゾート&スパ 5日間）
- はなわ - 2010年1月3日（1本目…塙宣之、2本目…松井秀喜）
- 柳原可奈子 - 2010年1月3日（2本ともガリガリガリクソン）…2回目および同ネタでの賞品獲得。
- 原西孝幸（FUJIWARA） - 2010年1月3日（2本ともASIMO）…2回目および同ネタでの賞品獲得。

オリジナルガム×100個
- 箕輪はるか（ハリセンボン） - 2010年1月28日（春日俊彰）

## ゴールドラッシュ イロモネアへの道
ゴールドラッシュは、イロモネアの1コーナー。若手芸人がイロモネア出演をかけて3週に渡り出演し、スタジオにいる芸能人（ウッチャンナンチャンおよびゲスト）の中からランダムに選ばれた数名（1週目は3人、2週目は4人、3週目は5人）を60秒以内に笑わせればイロモネアに出演できる。失敗しても失敗した週からの再チャレンジは何度でも可能。本編の5ジャンルによる縛りは存在せず本編のジャンルにはない漫才を披露することも可能のため、大多数の芸人は純粋な持ちネタで勝負する。
2013年以降、同名を冠した若手芸人の予選会が開催されているが、レギュラー時代のシステムとは異なり、1分間の制限時間内で観客100人の中から選ばれた5人の判定員全員を笑わせることができたらイロモネア出場権を獲得できる。ジャンルは本編の5ジャンルの中から最も得意な1つのみを選んでの一発勝負となる。クリア者が複数組出た場合は「チーム・ゴールドラッシュ」として出場する。
芸人は菱形の穴のせり上がり舞台から登場し（ネタ内容等の事情により、舞台袖から入退場する場合もあり）カウントダウンの後ネタを披露。成功で「クリア!」のコールとファンファーレが鳴り、時間切れで照明が赤転して終了、舞台のせり上がりが下がる。成功の場合、たとえネタの途中でも強制終了となり相方の出番が無いまま終了する事もある。
審査員は主にTBSで放送されるドラマや、公開予定の映画の出演者達が番宣を兼ねて出演する事が多い。なお以前は2人とも審査員だったが2008年7月19日放送分から南原は審査員、内村は出場芸人の楽屋レポーターにまわっており、進行はTBSアナウンサーの小林麻耶が担当していた。だが小林が2009年3月をもってTBSを退社・『総力報道!THE NEWS』のキャスターに就任したため、2009年6月3日の放送分からは同局アナウンサーの出水麻衣が担当。
ゴールドラッシュへの出演芸人は一般にイロモネア本編出演芸人に比べ知名度が低く、また3回チャレンジを成功させねば本戦に出場できないという制限を持つため格下の印象が強い。また開始当初は「チャレンジに失敗しても一度だけ勝数そのままで再チャレンジができる」というルールが何度か説明されたが、後述の「ゴールドラッシュSP」開始以降は何度失敗しても勝った回数がリセットされることはなくなった。
8月2日から8月23日まで内村が「ザ・テルヨシ」として出場していた。ちなみに姓が「座（ザ）」、名が「テルヨシ」という設定（漢字表記はイロモネアに出場した時に本人が明かした）。

### ゴールドラッシュSP
2008年10月18日から3週に1週程度の頻度で放送（ただし、2009年10月以降の放送は無い）。過去に1-2回勝ち抜き経験のある芸人と未勝利の芸人が十数組出場。通常回と異なり番組前半で1-2回勝ち抜きとなった芸人は、番組後半で2-3週目に引き続き挑戦する。なお、審査員は交代せずそのままとなる。
| 2008年 - 山本高広（0） - 髭男爵（0） - オードリー（1） - 我が家（0） - ななめ45°（1） - デンジャラス（0） - タイムマシーン3号（0） - ハイキングウォーキング（1） - ザ・テルヨシ（0） - 狩野英孝（1） - 超新塾（1） - ハム（0） - ナイツ（2） - どきどきキャンプ（1） - 響（0） - はんにゃ（0） - ザブングル（1）（後述のエピソードで降格） - チョコレートプラネット（1） - キングオブコメディ（0） - ダイノジ（0） - クールポコ（0） - ザ・パンチ（1） - Wエンジン（1） - オジンオズボーン（0） - U字工事（1） - ジョイマン（2） - パンクブーブー（1） - つぶやきシロー（1） - とろサーモン（0） - ゴー☆ジャス（2） - ものいい（0） - ヒッキー北風（0） | 2009年 - ウクレレえいじ（1） - 風藤松原（0） - オオカミ少年（0） - NON STYLE（1） - X-GUN（0） - ぼれろ（1） - ザブングル（再昇格）（+1） - アームストロング（0） - ロマンチックセクシー（0） - フォーリンラブ（2） - マシンガンズ（3） - 弾丸ジャッキー（3） - ミラクルひかる（1） - テンゲン（1） - エハラマサヒロ（0） - しずる（1） - ニブンノゴ!（0） - ゆったり感（1） - ロッチ（2） - いとうあさこ（0） - ビーグル38（0） - ダンディ坂野（0） - 永井佑一郎（4） - 平成ノブシコブシ（3） - 少年少女（0） - ダブルブッキング（0） - オテンキ（0） - 波田陽区（0） - 渡辺直美（0） - ゆりありく（0） - もう中学生（1） - 夙川アトム（3） - アップダウン（4） - くまだまさし（1） - カナリア（2） - ゆってぃ（4） - ザ・ギース（6） - ガリガリガリクソン（7） |

#### 挑戦中
| 2週目クリア                 | 2週目クリア                        | 2週目クリア                      | 2週目クリア             |
| --------------------------- | ---------------------------------- | -------------------------------- | ----------------------- |
| 今泉（1）                   | モエヤン（4→解散）                 | ふくろとじ（1→解散）             | モンスターエンジン（4） |
| ジャングルポケット（2）     | 2丁拳銃（2）                       | どぶろっく（2）                  | 浅越ゴエ（3）           |
| 1週目クリア                 |                                    |                                  |                         |
| 井上智恵（0）               | ワタルwithオカン（1）              | ゴーバンブー（1→解散）           | かみじょうたけし（1）   |
| トレンディエンジェル（1）   | ザ・ゴールデンゴールデン（2→解散） | 5GAP（3）                        | ダブルダッチ（2→解散）  |
| インスタントジョンソン（3） |                                    |                                  |                         |
| 1週目敗退                   |                                    |                                  |                         |
| Hi-Hi（1）                  | 代走みつくに（1）                  | マキシマムパーパーサム（1→解散） | 上原チョー（2）         |
| あきげん（1）               | 姫ちゃん（1）                      | くらげライダー（1→解散）         | イワイガワ（1）         |
| カトゥー直也（1）           | 天竺鼠（1）                        | アンコン商事（1）                |                         |

## ネット局
| 放送対象地域  | 放送局                    | 系列    | 土曜時代           | 木曜時代           |
| ------------- | ------------------------- | ------- | ------------------ | ------------------ |
| 関東広域圏    | TBSテレビ（TBS）          | TBS系列 | 土曜 19:00 - 19:56 | 木曜 21:00 - 21:54 |
| 北海道        | 北海道放送（HBC）         | TBS系列 | 土曜 19:00 - 19:56 | 木曜 21:00 - 21:54 |
| 青森県        | 青森テレビ（ATV）         | TBS系列 | 土曜 19:00 - 19:56 | 木曜 21:00 - 21:54 |
| 岩手県        | IBC岩手放送（IBC）        | TBS系列 | 土曜 19:00 - 19:56 | 木曜 21:00 - 21:54 |
| 宮城県        | 東北放送（TBC）           | TBS系列 | 土曜 19:00 - 19:56 | 木曜 21:00 - 21:54 |
| 山形県        | テレビユー山形（TUY）     | TBS系列 | 土曜 19:00 - 19:56 | 木曜 21:00 - 21:54 |
| 福島県        | テレビユー福島（TUF）     | TBS系列 | 土曜 19:00 - 19:56 | 木曜 21:00 - 21:54 |
| 山梨県        | テレビ山梨（UTY）         | TBS系列 | 土曜 19:00 - 19:56 | 木曜 21:00 - 21:54 |
| 新潟県        | 新潟放送（BSN）           | TBS系列 | 土曜 19:00 - 19:56 | 木曜 21:00 - 21:54 |
| 長野県        | 信越放送（SBC）           | TBS系列 | 土曜 19:00 - 19:56 | 木曜 21:00 - 21:54 |
| 富山県        | チューリップテレビ（TUT） | TBS系列 | 土曜 19:00 - 19:56 | 木曜 21:00 - 21:54 |
| 石川県        | 北陸放送（MRO）           | TBS系列 | 土曜 19:00 - 19:56 | 木曜 21:00 - 21:54 |
| 静岡県        | 静岡放送（SBS）           | TBS系列 | 土曜 19:00 - 19:56 | 木曜 21:00 - 21:54 |
| 中京広域圏    | CBCテレビ（CBC）          | TBS系列 | 土曜 19:00 - 19:56 | 木曜 21:00 - 21:54 |
| 近畿広域圏    | 毎日放送（MBS）           | TBS系列 | 土曜 19:00 - 19:56 | 木曜 21:00 - 21:54 |
| 鳥取県 島根県 | 山陰放送（BSS）           | TBS系列 | 土曜 19:00 - 19:56 | 木曜 21:00 - 21:54 |
| 岡山県 香川県 | 山陽放送（RSK）           | TBS系列 | 土曜 19:00 - 19:56 | 木曜 21:00 - 21:54 |
| 広島県        | 中国放送（RCC）           | TBS系列 | 土曜 19:00 - 19:56 | 木曜 21:00 - 21:54 |
| 山口県        | テレビ山口（tys）         | TBS系列 | 非ネット           | 木曜 21:00 - 21:54 |
| 愛媛県        | あいテレビ（itv）         | TBS系列 | 土曜 19:00 - 19:56 | 木曜 21:00 - 21:54 |
| 高知県        | テレビ高知（KUTV）        | TBS系列 | 土曜 19:00 - 19:56 | 木曜 21:00 - 21:54 |
| 福岡県        | RKB毎日放送（rkb）        | TBS系列 | 土曜 19:00 - 19:56 | 木曜 21:00 - 21:54 |
| 長崎県        | 長崎放送（NBC）           | TBS系列 | 土曜 19:00 - 19:56 | 木曜 21:00 - 21:54 |
| 熊本県        | 熊本放送（RKK）           | TBS系列 | 土曜 19:00 - 19:56 | 木曜 21:00 - 21:54 |
| 大分県        | 大分放送（OBS）           | TBS系列 | 土曜 19:00 - 19:56 | 木曜 21:00 - 21:54 |
| 宮崎県        | 宮崎放送（mrt）           | TBS系列 | 土曜 19:00 - 19:56 | 木曜 21:00 - 21:54 |
| 鹿児島県      | 南日本放送（MBC）         | TBS系列 | 土曜 19:00 - 19:56 | 木曜 21:00 - 21:54 |
| 沖縄県        | 琉球放送（RBC）           | TBS系列 | 土曜 19:00 - 19:56 | 木曜 21:00 - 21:54 |

## スタッフ

### SP第2期（復活特番）・第27回（2025年2月24日放送）
- 構成：松井洋介、飯塚大悟 / 渡辺真也
- TM：八木真一郎
- TP：持田真吾
- TD：中村年正
- CAM：廣岡達之
- 音声：中村心
- 照明：渋谷康治
- VE：久保澤知史
- CGシステム：岩屋朝仁
- 技術協力：TBS ACT
- 美術プロデューサー：清水久
- 美術デザイン：古賀福太郎
- 美術ディレクター：半田裕記
- 装置：武井恵美
- 操作：西原武志（以前は装置）、田村勝行
- 特殊装置：黒野竪太郎
- 電飾：田谷尚教、大平絵梨子
- アクリル装飾：渡辺卓也、山田彩月
- 装飾：森田琴依
- 植木装飾：猿山利昭
- 特殊効果：星野達哉
- 造形：島田憲一
- 衣裳：藤原ひとみ
- 持道具：古澤梨好
- ヘアメイク：馬場景子
- 美術マネジメント：鈴木直人（以前は美術制作→美術デザイン）
- スタイリスト：中谷東一
- メイク：大の木ひで、HiDDen
- 音響効果：太田光則・福永真弓（ZACK）
- MA：的池将
- 編集：遠藤毅、関美幸
- デザイナー：小城功夫（glow、以前はCGデザイナー）
- 宣伝：林尹晶、齋藤朱里、大河内結希乃
- 編成：高田脩（以前はディレクター）
- 技術協力：SAIKON
- 公開放送：松元裕二
- 衣裳協力：FAIRFAX、NOVIA+NOVIO、永島服飾
- 企画協力：田村ゆきひろ、富田裕隆／田村正裕 マセキ芸能社
- Special Thanks：荒井昌也、安田淳、田口健介（田口→2016年から、2014年まではD、2015年は総合演出、2017年は編成）、御法川隼斗
- AD：田中健志郎、堀野拓己、川尻百美、鈴木優亜、尾木涼史
- デスク：椿美貴子
- TK：野村佳乃子
- 制作協力：テレパック
- AP：高橋梨紗、山崎遥加、本山麻美（本山→2014年はAD、2015年から）、小川みずき
- 協力プロデューサー：伊藤隆大
- ディレクター：西本武、大橋豪、新保勝久、山口博、西浦宏樹、高橋誠哉、遠藤徹（遠藤→以前はAD）、西原来／有田武史、宮田智久、師岡靖成、永山靖章、池畑和樹
- 制作プロデューサー：中川通成（2016年から、以前は総合演出・プロデューサー）、坂本義幸、高木剛（高木→2017年から、2016年までは演出）、安村将史
- プロデューサー：高柳健人、富田好美（富田→2017年から）
- 演出：軸原資雄（2015年まではディレクター、2016年は総合演出）
- 制作：TBSテレビコンテンツ制作局バラエティ制作三部
- 製作著作：TBS

### 過去のスタッフ
- エグゼクティブプロデューサー：安田淳（単発時はプロデューサー、2008年8月からはCP、2013年1月からはEP）
- チーフプロデューサー：荒井昌也（初回 - イロモネア5まで）、利根川展（イロモネア6 - レギュラー時の2008年7月まで）
- プロデューサー：古谷英一（2013年1月から2017年1月まで）
- ディレクター：西本誠、柳信也、川崎敬、妹尾篤志、中澤剛、坂口秀作、中島彰人、冨田雅也、高橋隼人、池上美津留、土屋大路、姫野善行、小野寺智、千葉博史
- マネージメントプロデューサー：稲見亜矢
- AP：大谷真弓（大谷→2017年から）、福田日登美
- AD：神山友和、佐藤弘康、仮野潔、下仮屋文乃、上岡慎二、畠中英臣、森紋佳、森川哲雄、小川雄野、坪倉優人、津宏典、齋籐宰、西浦小鉄、柏葉洋光、小林悦子、渡辺勇太、鈴木真仁、宍戸透、眞田貴啓、境みやこ、高井翔太朗、柴田大輔、田嶋のぞみ、境太資、中村裕紀、田中皐輝、古賀輝彦、柳沢光一郎、永瀬直哉、若原誉起、矢崎朱夏、伊藤友紀、熊谷侑菜、野田健太、安藤元気、林海知、神宮寺亮太
- 構成：桜井慎一
- TM：中澤健、鳥井隆、金澤健一、丹野至之、近藤明人
- TM／TD：荒木健一
- TD：小林敏之、寺尾昭彦（2016年から）
- CAM：川井由紀男
- VE：瀬戸博之、江川英男、宇都宮勝、小高宏文、山田賢司、下山剛司、姫野雅美、佐藤公幸、鈴木昭平、高橋康弘
- 照明：夏井茂之、高木亘、高橋章
- 音声：西森公二
- CGシステム：武笠麻子（2017年から）
- MA：村山巧
- 音響効果：高田智彰・玉置裕介（BABY SOUND LUCK）
- 技術協力：東通、エスユー（旧サウンド ユニバース）、SJP
- 美術プロデューサー：相野道生、吉田映一郎、渡邊秀和（渡邊→以前は美術制作）
- 美術デザイン：藤井豊
- 美術制作：川崎光紘
- 装置：岡野浩典（2007年正月以降）、藤満達郎
- 特殊装置：山口貴史（以前は特殊効果）
- 装飾：深山健太郎、田中秀和、佐野沙織（佐野→2017年から）
- 電飾：梅本孝
- メカシステム：庄司泰広
- 特殊効果：春日公一
- 衣裳：高野知子、横尾毅
- 持道具：貞中照美、寺澤麻由美、小松絵里子
- アクリル装飾：青木剛
- ヘアメイク：後藤満紀子、吉田謙二、高梨裕子、大岩乃里子
- 編成：坂田栄治、吉本香苗
- 宣伝：小林久幸
- 公開担当：廣中信行、三橋祐太郎
- TK：鈴木裕恵
- 衣裳協力：roar、DOUBLE STEAL、KIKS TYO、ORIHICA、FAIRFAX、洋服の青山、永島服飾株式会社、コナカ、GAS、JUMBLE STORE、Dickies、KINGLYMASK、COSTOM CULTURE、THE BACKDROP、SPINS、CHICAGO